# 軍服

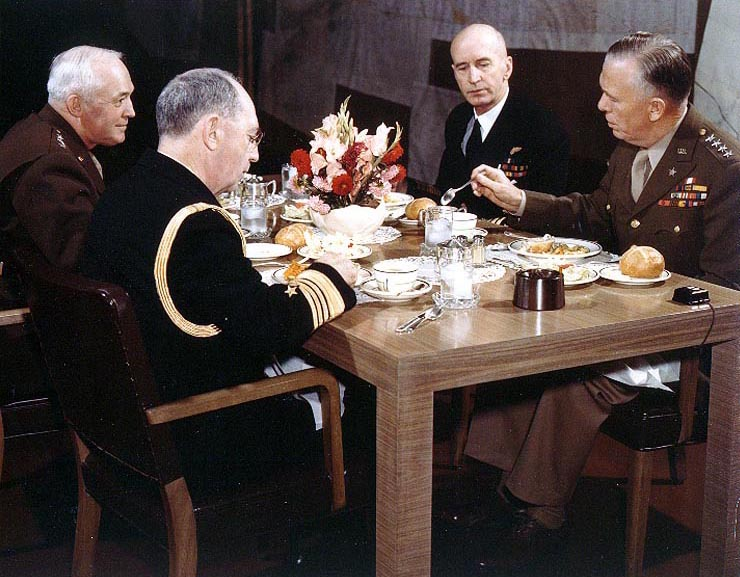
1943年の米国陸海軍将官の会食。左から順にヘンリー・アーノルド陸軍大将、ウィリアム・リーヒ海軍大将、アーネスト・キング海軍大将、ジョージ・マーシャル陸軍大将。

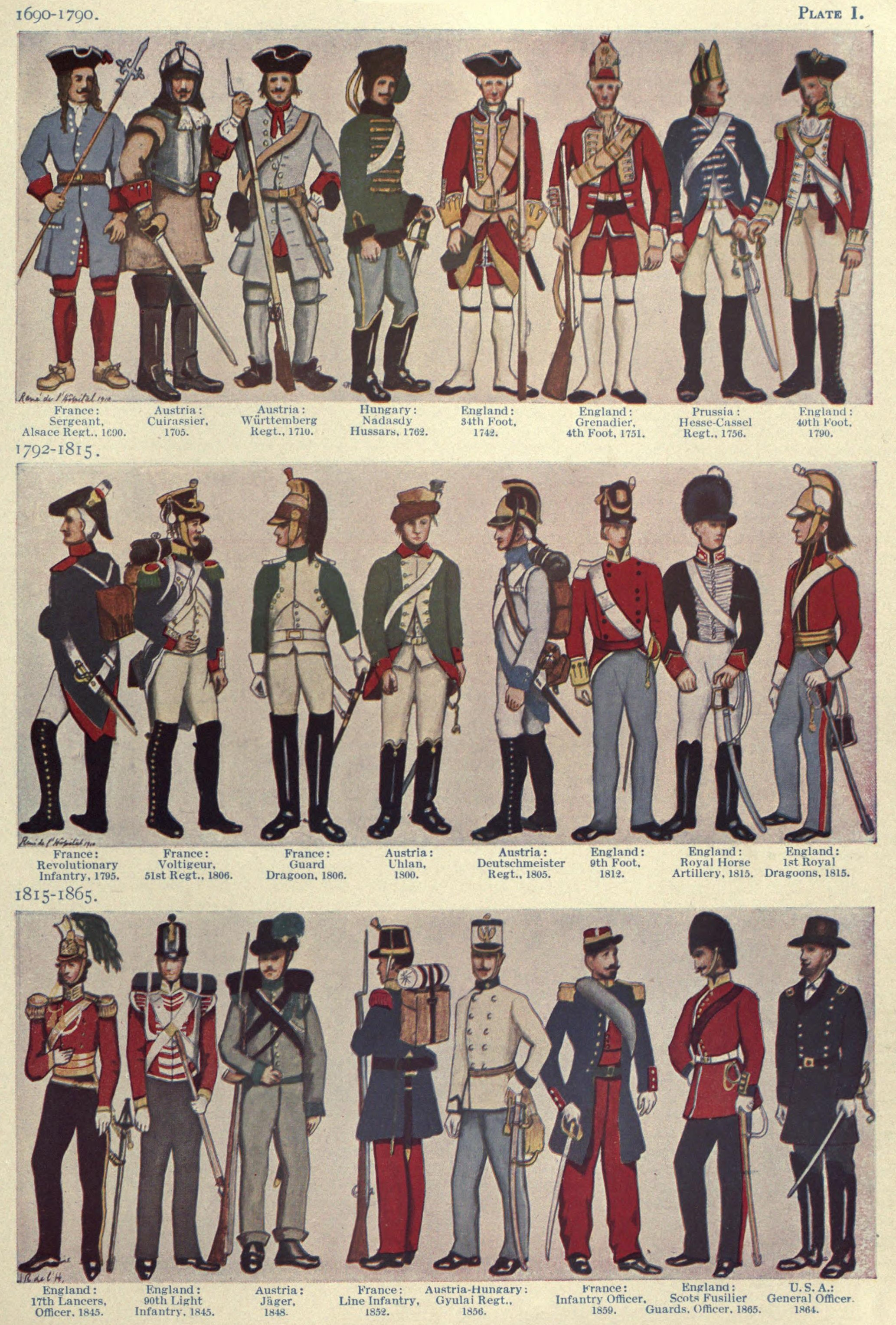
ブリタニカ百科事典第11版にある各国の軍服

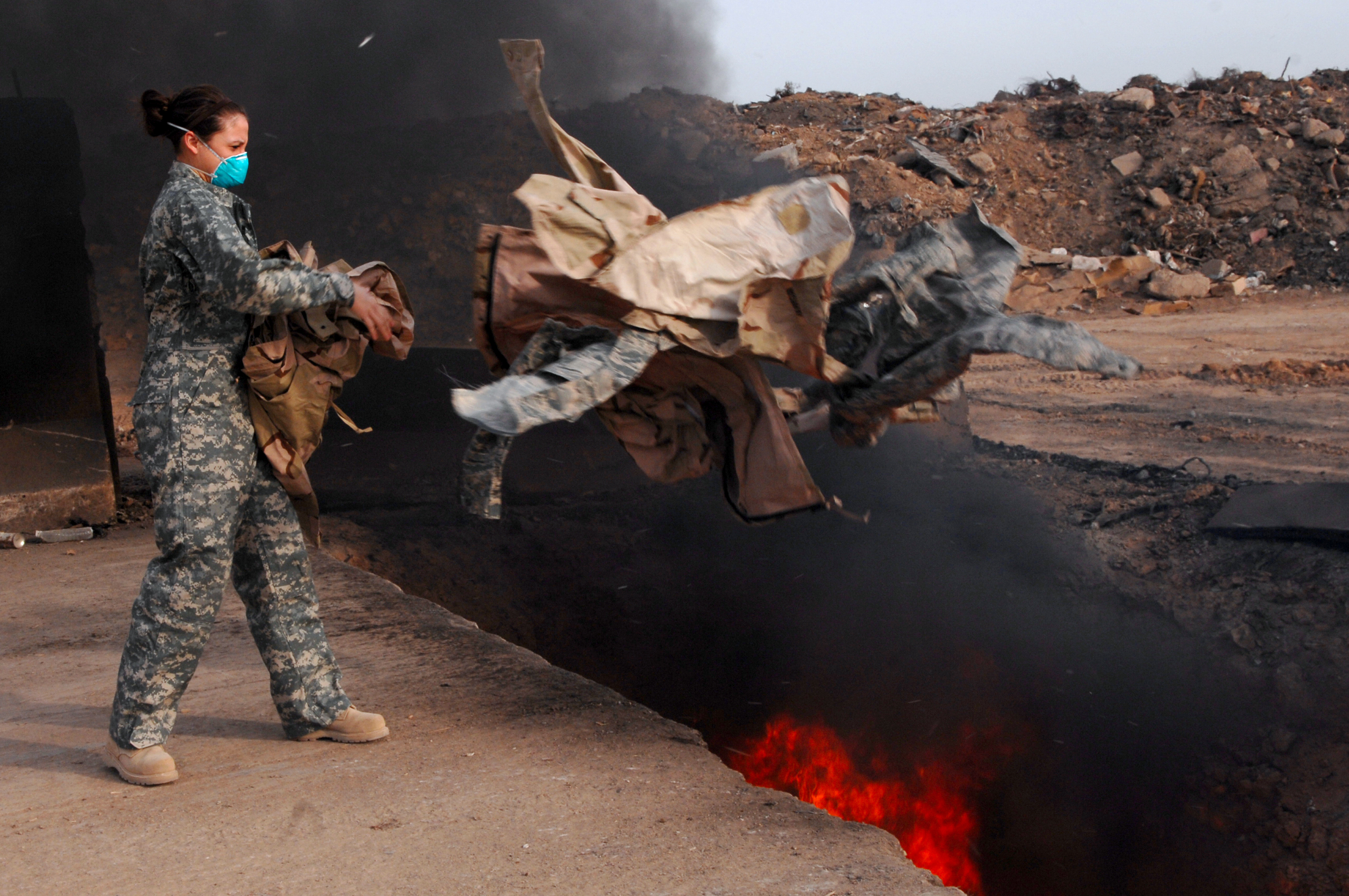
敵側に使用されないように使われなくなった制服を焼却している様子。

軍服（ぐんぷく）とは、軍隊の構成員（軍人）が職務において着用する衣類をいう。広義においては近代以前の戦闘員の服装も含むが、通常はヨーロッパで近代的軍隊が整備された17世紀以降の軍隊で定められた制服を指す。本項では後者の意味の軍服について記述する。
軍隊の服制は、時代や国によって非常に差があるが、この項では代表的な軍隊のものについて説明する。
なお、
- 戦闘時に着用する服装全般については戦闘服を参照。
- 各国の軍服については各国軍服関連記事一覧を参照。

## 概説

### 陸軍
国によって様々なので単純化することはできないが、世界的な陸軍軍服の変化の趨勢では、第一次世界大戦頃に、詰襟から折襟や開襟（背広）型の軍服に移行し、第二次世界大戦頃にベレー帽が普及するようになった。現代陸軍では、常装は開襟型でネクタイを着用することが多く、緑又は茶色系統の色（カーキ色や国防色など）が主に用いられる。礼装は伝統的な形状が多く立襟（詰襟）を採用している国も残っており、礼装として海軍に類似した純白の制服が用いられる事もある。また、近衛部隊は帽章や軍装が特別なものとされていることも多い。
靴については、徒歩の将兵は主に編上靴に脚絆等を着用していたが、将校は乗馬に適するように拍車付の長靴を使用することも多かった。しかし、第2次世界大戦頃には自動車による移動が主体になり、長靴は廃れていった。その結果、現代では兵科階級を問わず、平常勤務には短靴が、戦闘時には半長靴が多く用いられることとなった。
陸軍と任務・組織編成の面で重複する国内軍、国境警備隊、国家憲兵、一部の民兵組織、民間軍事会社は、陸軍に準じた軍服を用いる場合が多い。
サウジアラビア国家警備隊やイギリス陸軍のロイヤル・スコットランド連隊のように、民族衣装を軍服とする場合も少数あるが、その多くは礼装などに留まる。
国家憲兵の場合、街頭のパトロールなどでは一般的な警察官に準じた軍服を着用する場合もある。
民兵や民間軍事会社においては、軍服は国軍に比して簡略化されている場合が多く、戦闘服以外は私服という事が多い。特に規律等が存在する訳ではないため、礼装として戦闘服やベレー帽を用いられているケースもある（レバノンのカターエブやヒズボラなど）。末端の要員及び非軍事要員はポロシャツやジーンズなどの私服を着用しており、民間人と区別するための腕章やIDカードのみを付けている事もある。また、特定の外国の支援を受ける反政府勢力の民兵の場合、その支援国の軍服を流用している場合が多い（レバノンの旧南レバノン軍はイスラエル軍に準じた軍服を、ミャンマーのワ州連合軍は中国の人民解放軍に準じた軍服を用いている）。

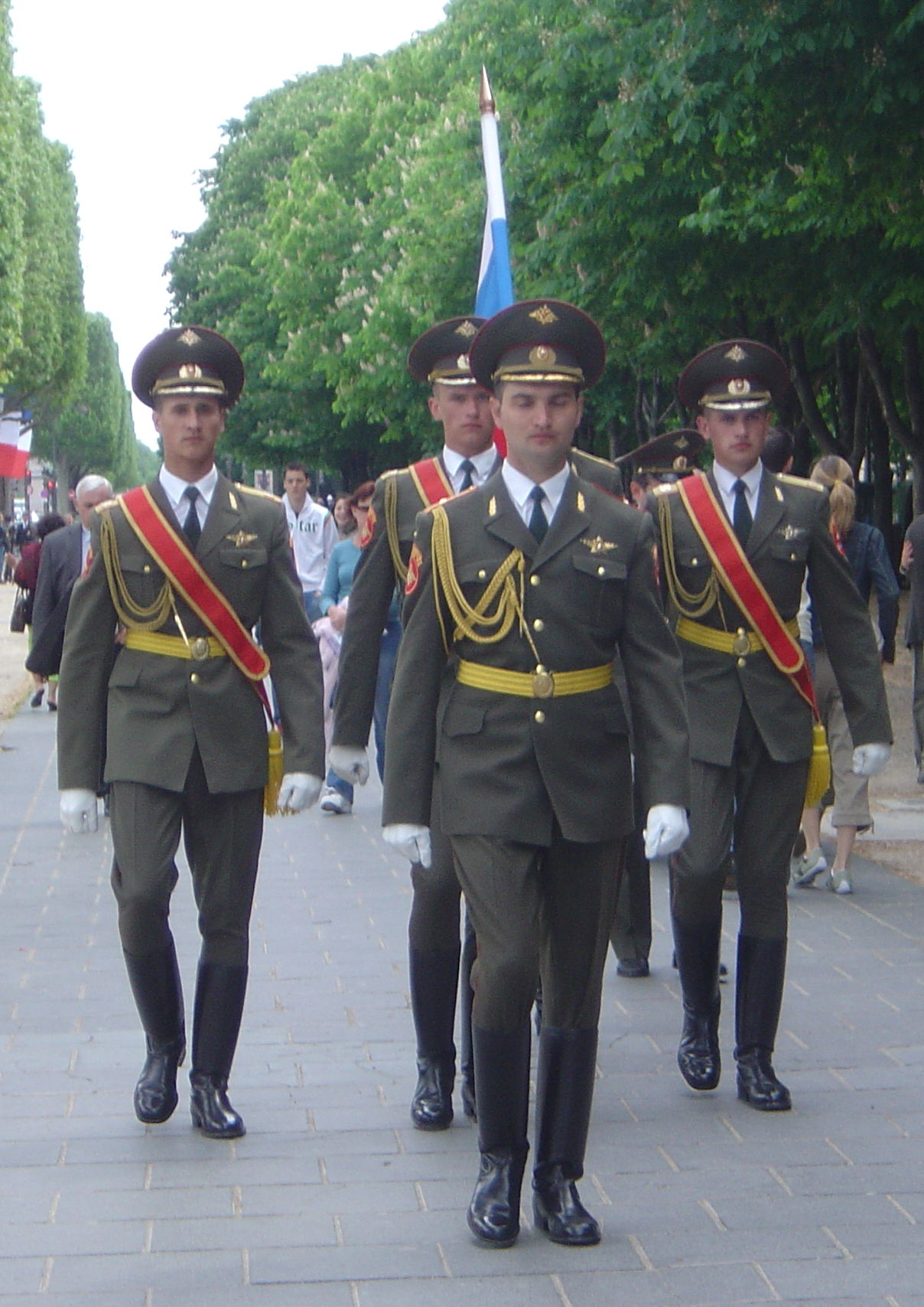
対独戦勝60周年記念日のパレードに参加してシャンゼリゼ通りを行進するロシア軍儀仗部隊兵士、2005年5月8日
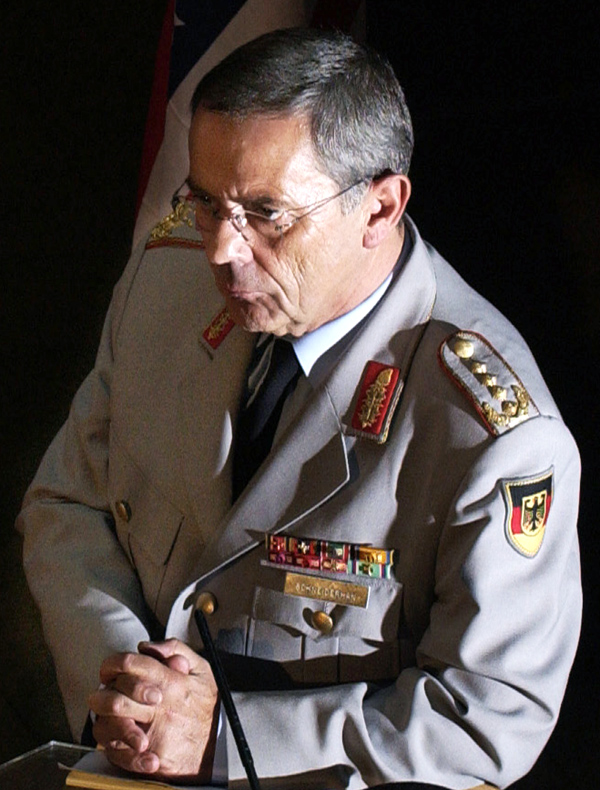
ドイツ連邦軍ヴォルフガング・シュナイダーハン陸軍大将
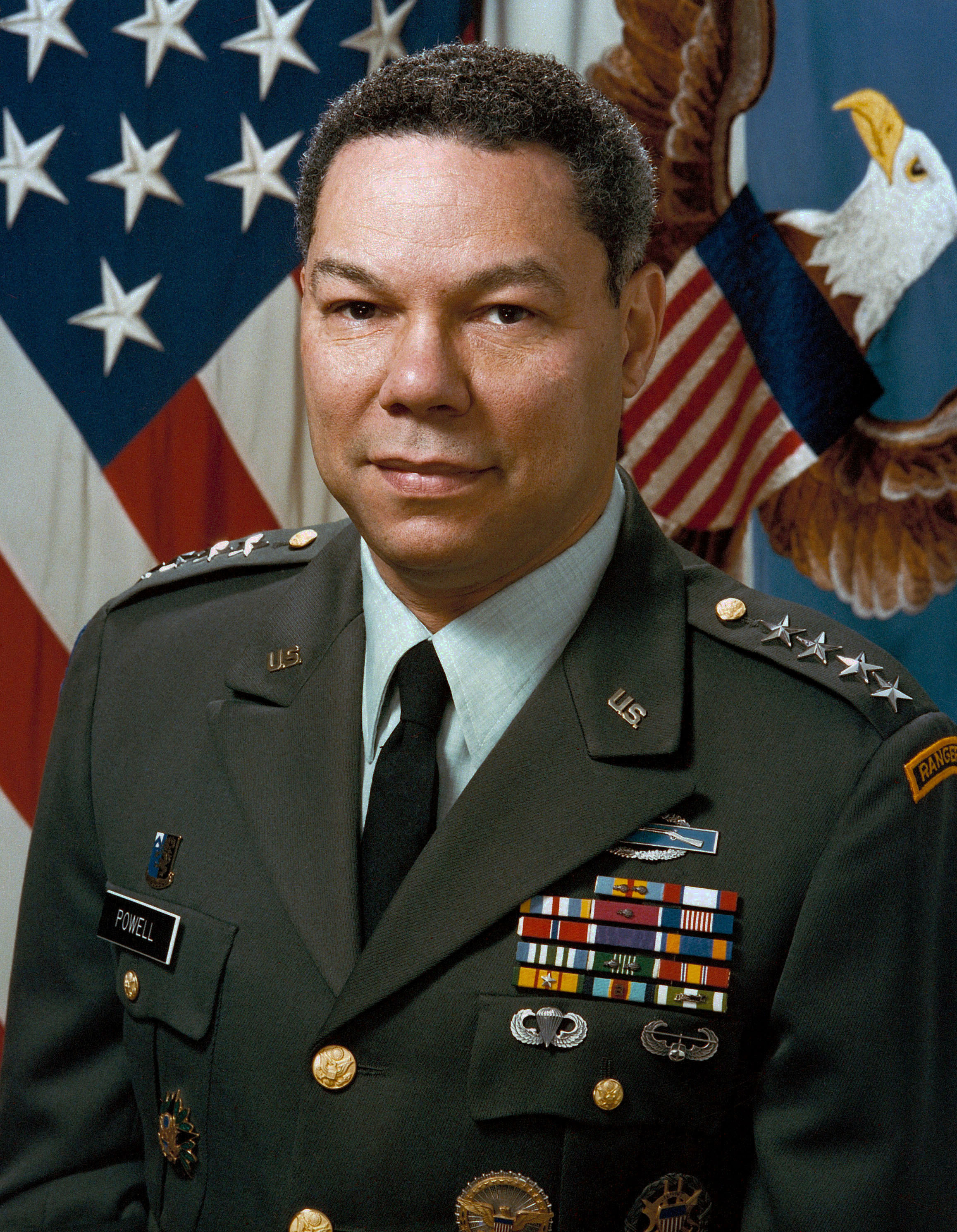
コーリン・パウエル米陸軍大将（1989年-1993年）統合参謀本部議長当時なので左腕に所属部隊章はなく、左胸ポケットに国防総省徽章と統合参謀本部員徽章が付いている
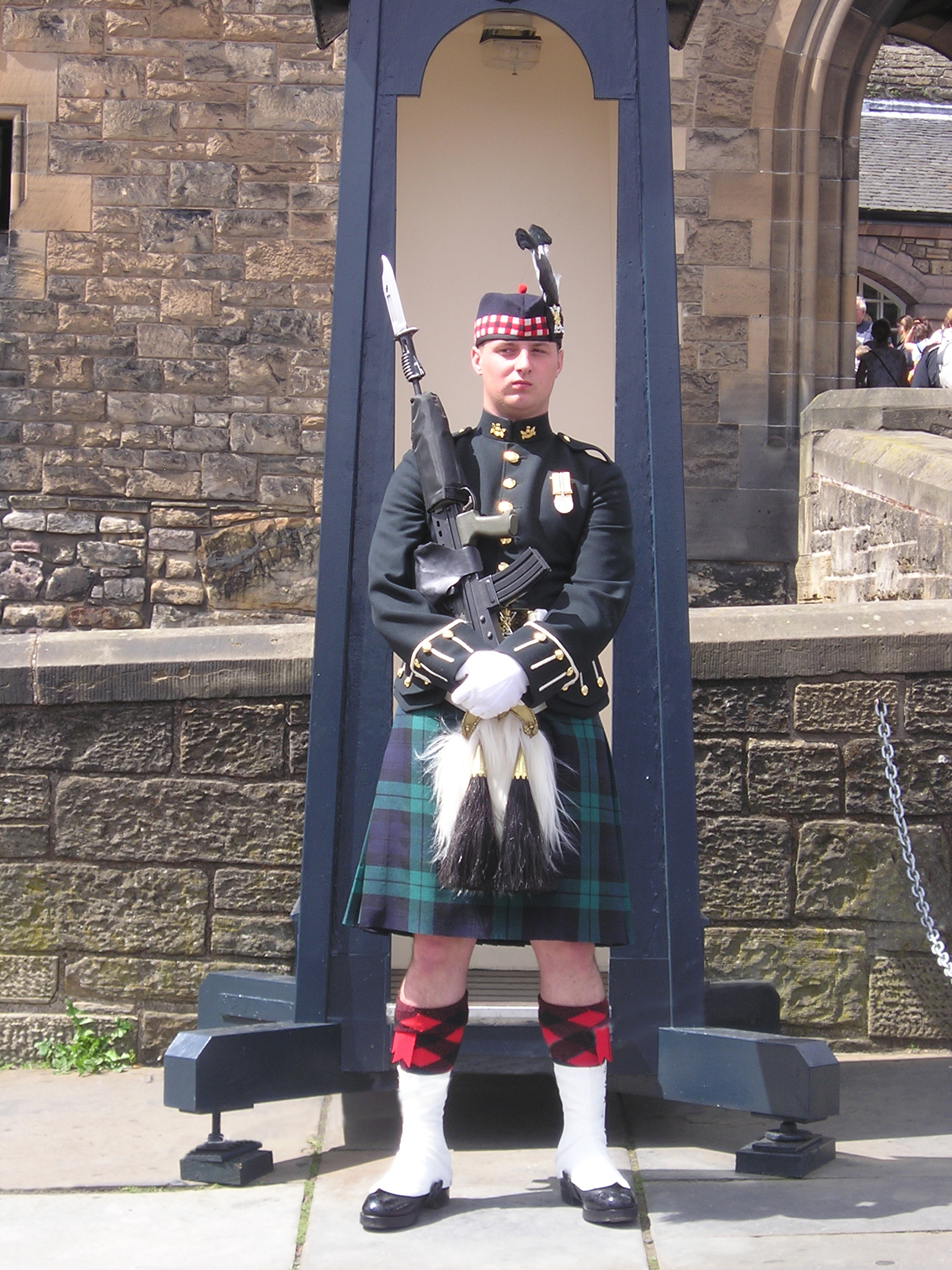
キルトを着用したロイヤル・スコットランド連隊兵士

### 海軍
海軍では黒・濃紺色・白色が主に用いられる。各国の海軍とも、概ね同じ形式の軍服を制定しており、階級章や帽章など細部が異なる。士官の場合、冬服は黒（アメリカ海軍や海上自衛隊など）または濃紺色（イギリス海軍など）のダブルの背広で袖に階級章たる金線が入り、夏服は白の立襟（詰襟）で階級章は肩章となっている。下士官の場合、冬服・夏服共に士官と類似するが、階級章が上腕に付され、制帽の帽章やあご紐といった細部が士官用のものよりも簡素である。水兵の場合、水兵帽にセーラー服が用いられる。また、士官・下士官の帽章も、イギリス海軍に倣って中央に錨を置きその周囲を植物の葉で囲み上部に王冠（大日本帝国海軍・海上自衛隊の場合は桜花）などを付すものが多い。
なお、近年では水兵は青色系の制服及び制帽を着用する場合が多く、旧来のセーラー服は日本やロシアなどに残されている他は礼装に留まる事も多い。臨検など接近戦が想定される沿岸戦闘艦艇や哨戒艦艇などでは迷彩を用いた戦闘服を着用するケースもある（ベトナム戦争では、河川哨戒艇の乗組員は全員、陸軍及び海兵隊に準じた戦闘服を着用していた）。また、大型艦艇においては、つなぎの作業服を用いる事もある。
航空母艦の乗組員のうち、甲板要員は事故防止や作業の単純化のために、原色（色ごとに担務が分かれている）や蛍光色を用いた目立つ作業服を着用する。

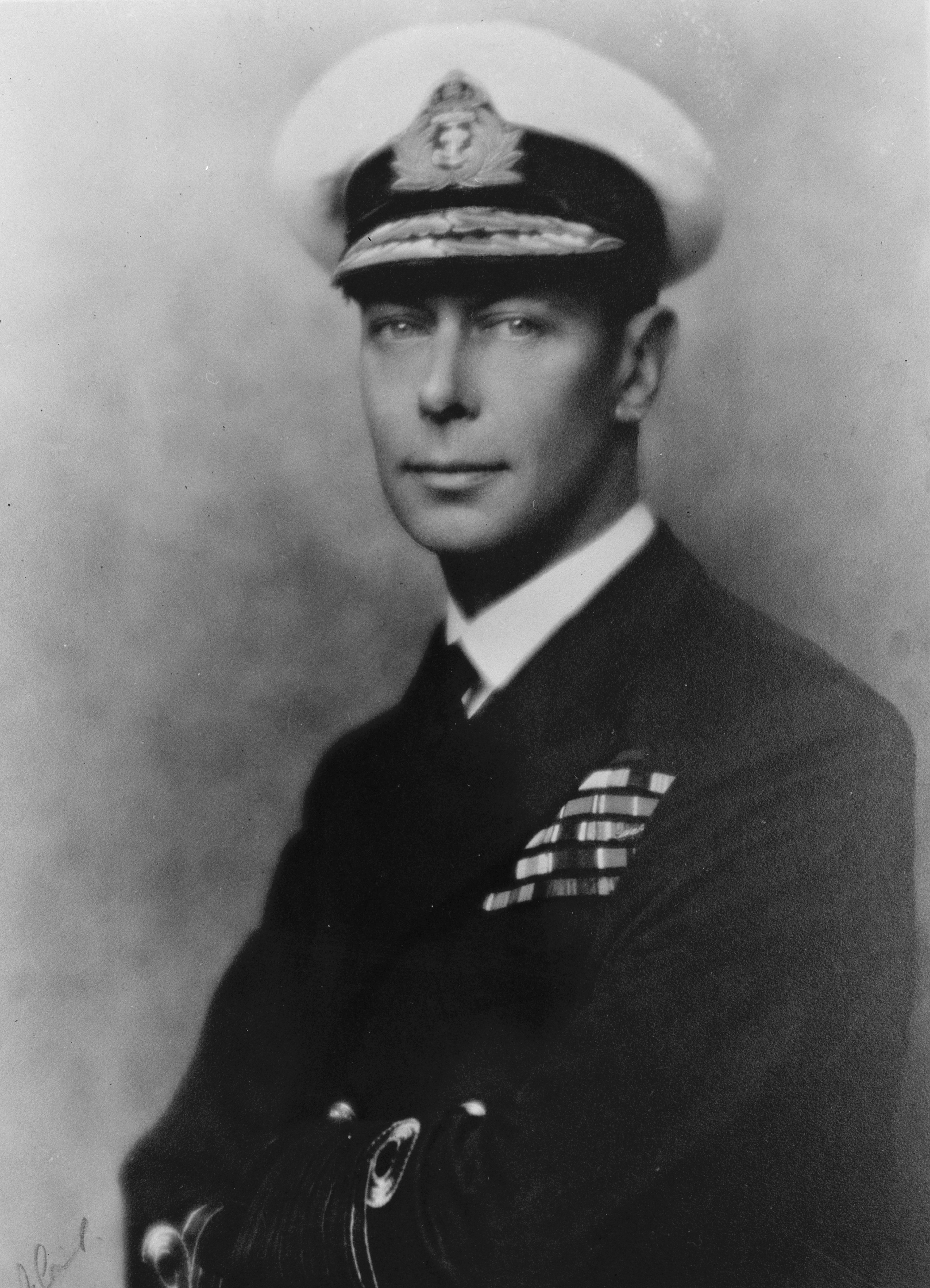
英国海軍軍装のジョージ6世（1936年即位）。冬正帽にも日覆いが掛けられている。
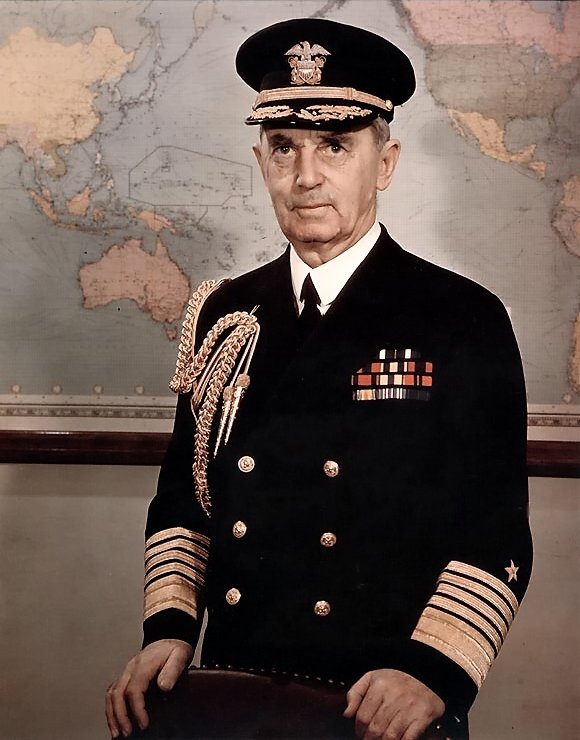
米海軍元帥の冬服（ウィリアム・リーヒ元帥 1945年）
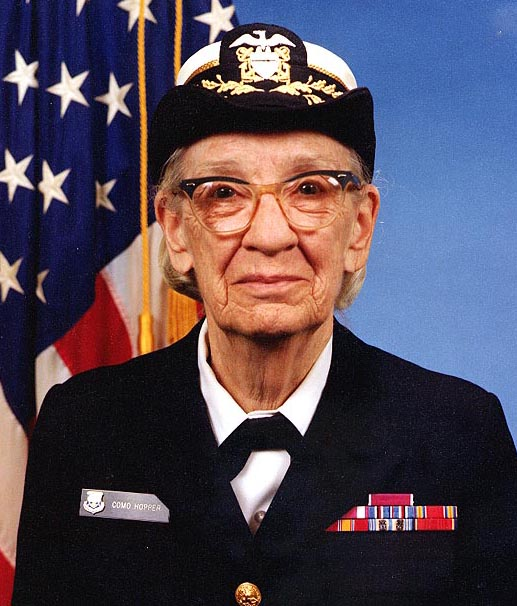
米海軍の女性提督の冬服（グレース・ホッパー技術少将 1984年）
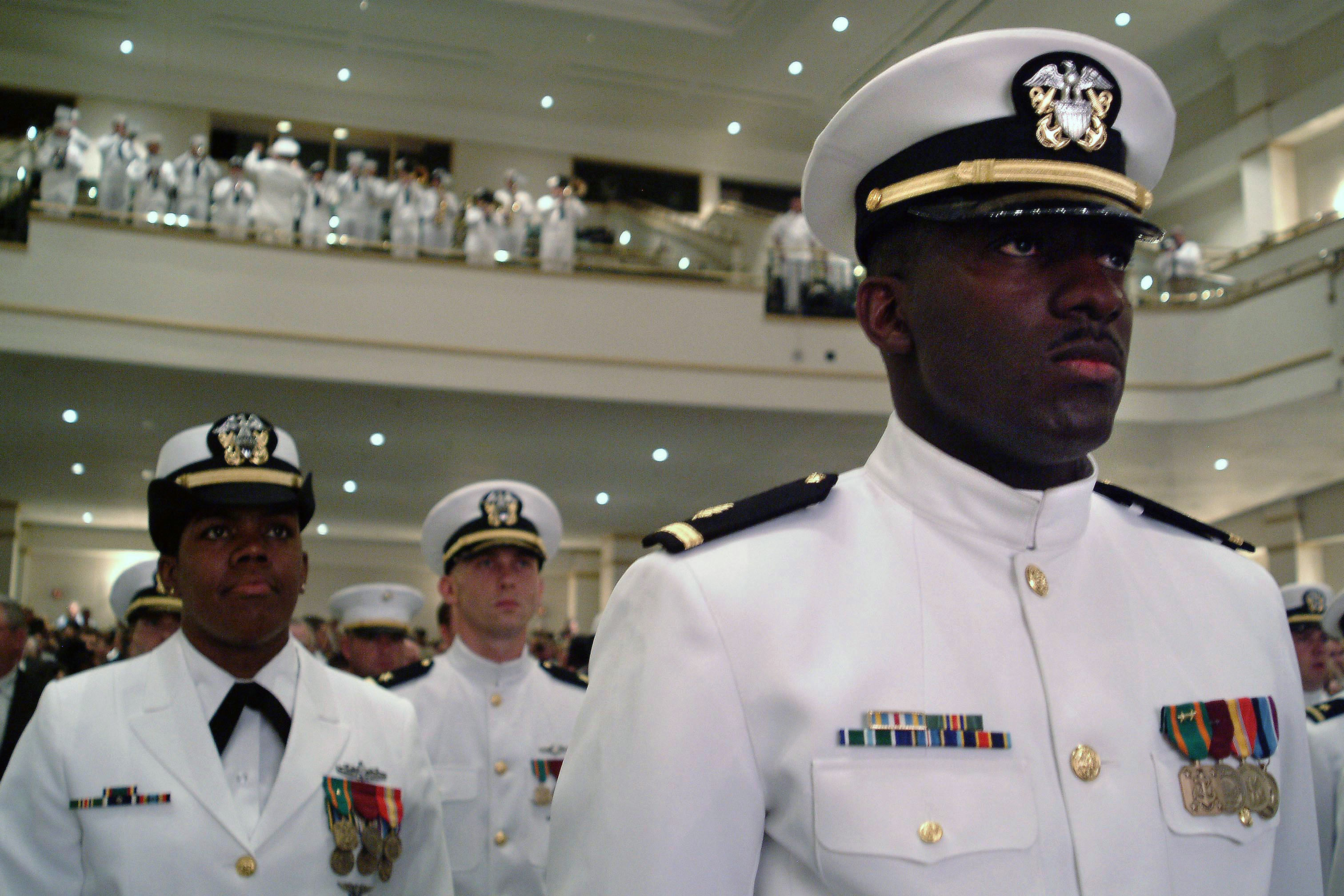
米海軍予備士官課程修了式(NROTC)（2004年5月8日）
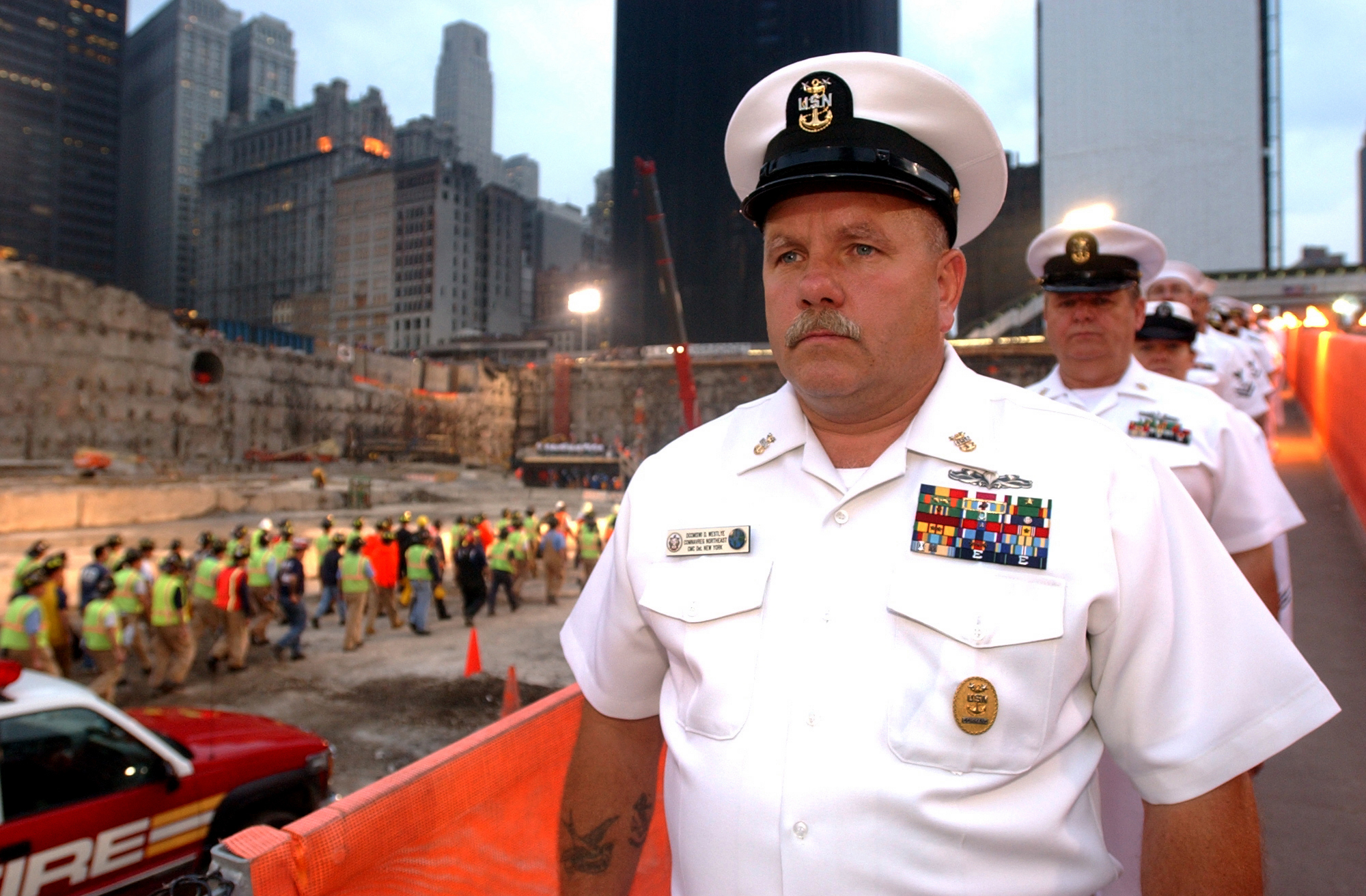
米海軍下士官の夏季略服（2002年5月28日）
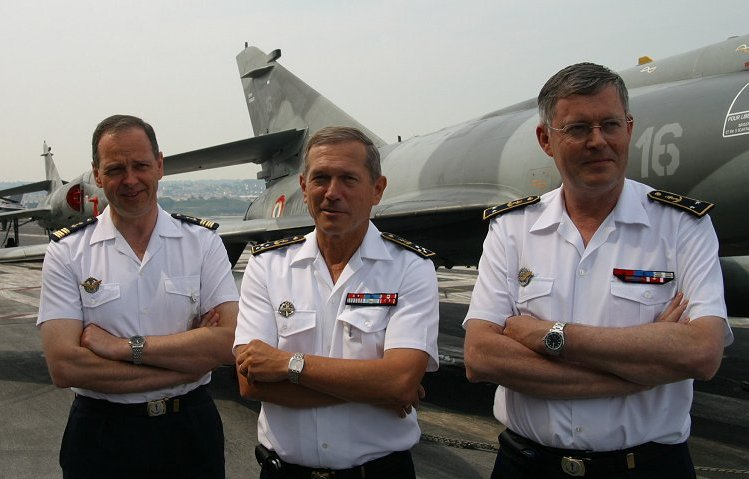
仏海軍士官の夏季略服（2005年頃）
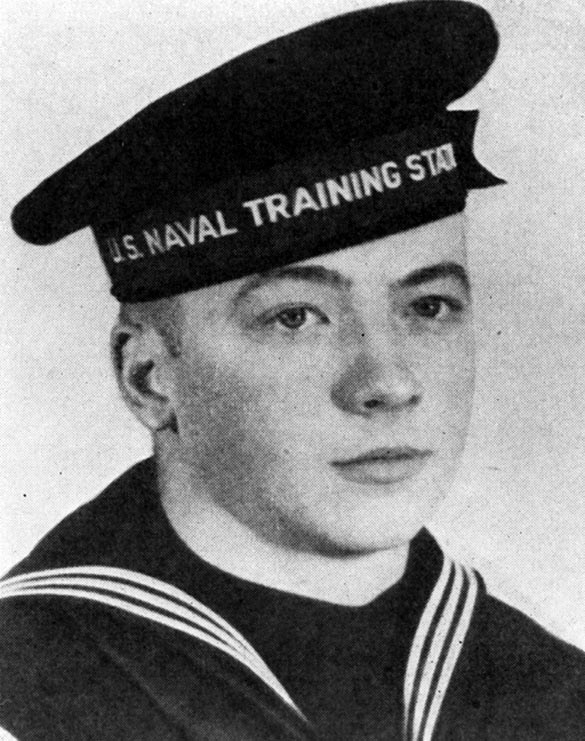
米海軍水兵（ジェームス・ウォード一等水兵 第2次世界大戦頃）
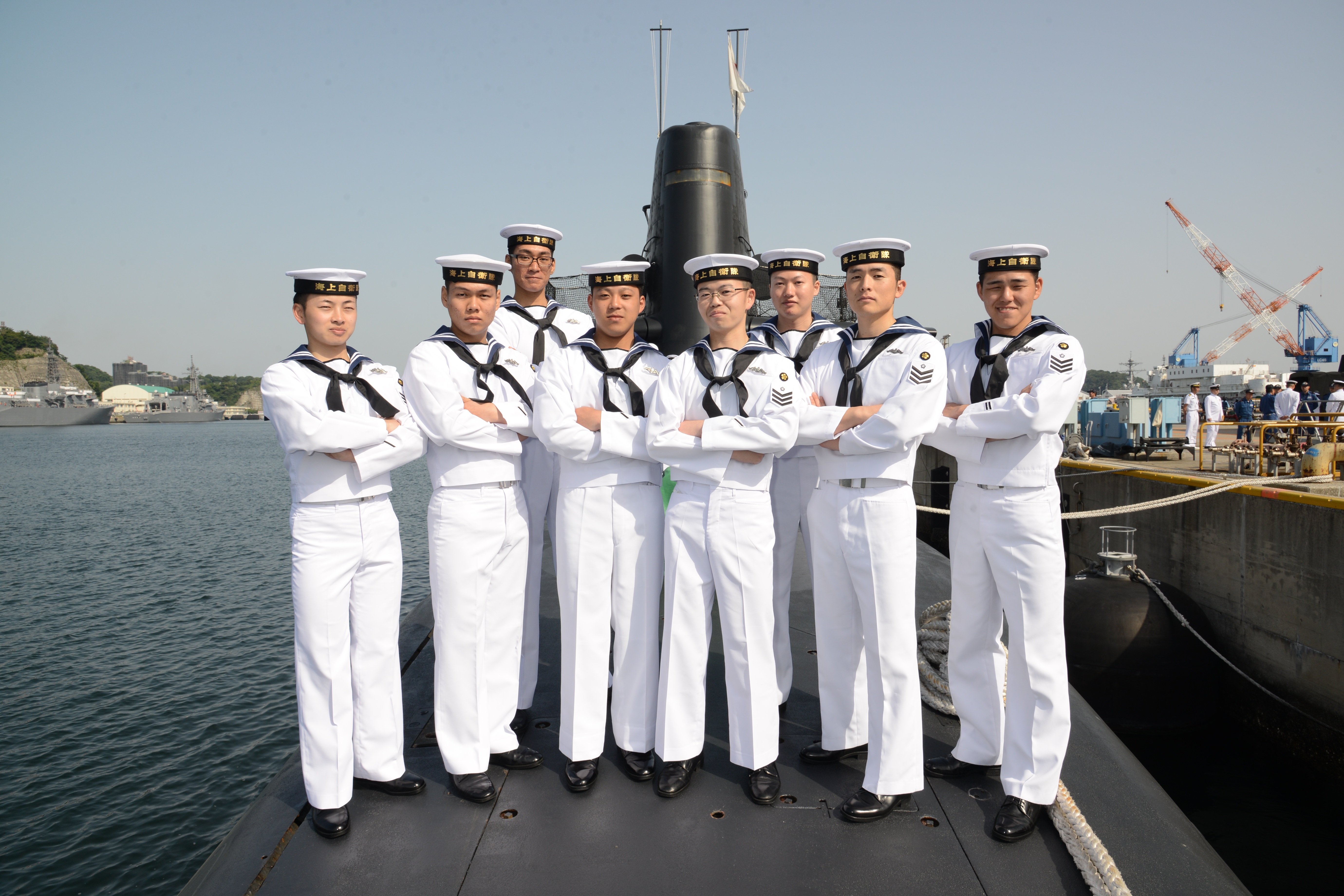
海上自衛隊常装第1種夏服の海士（2018年）

### 空軍
空軍は陸軍の服制と同じような詰襟、折襟も一部あるが、大半の空軍で背広型の軍服が用いられている。色は空を連想させる青系統のものが多く用いられる。帽章には鷲などの鳥や翼、飛行機のプロペラや翼の意匠が用いられることが多い。

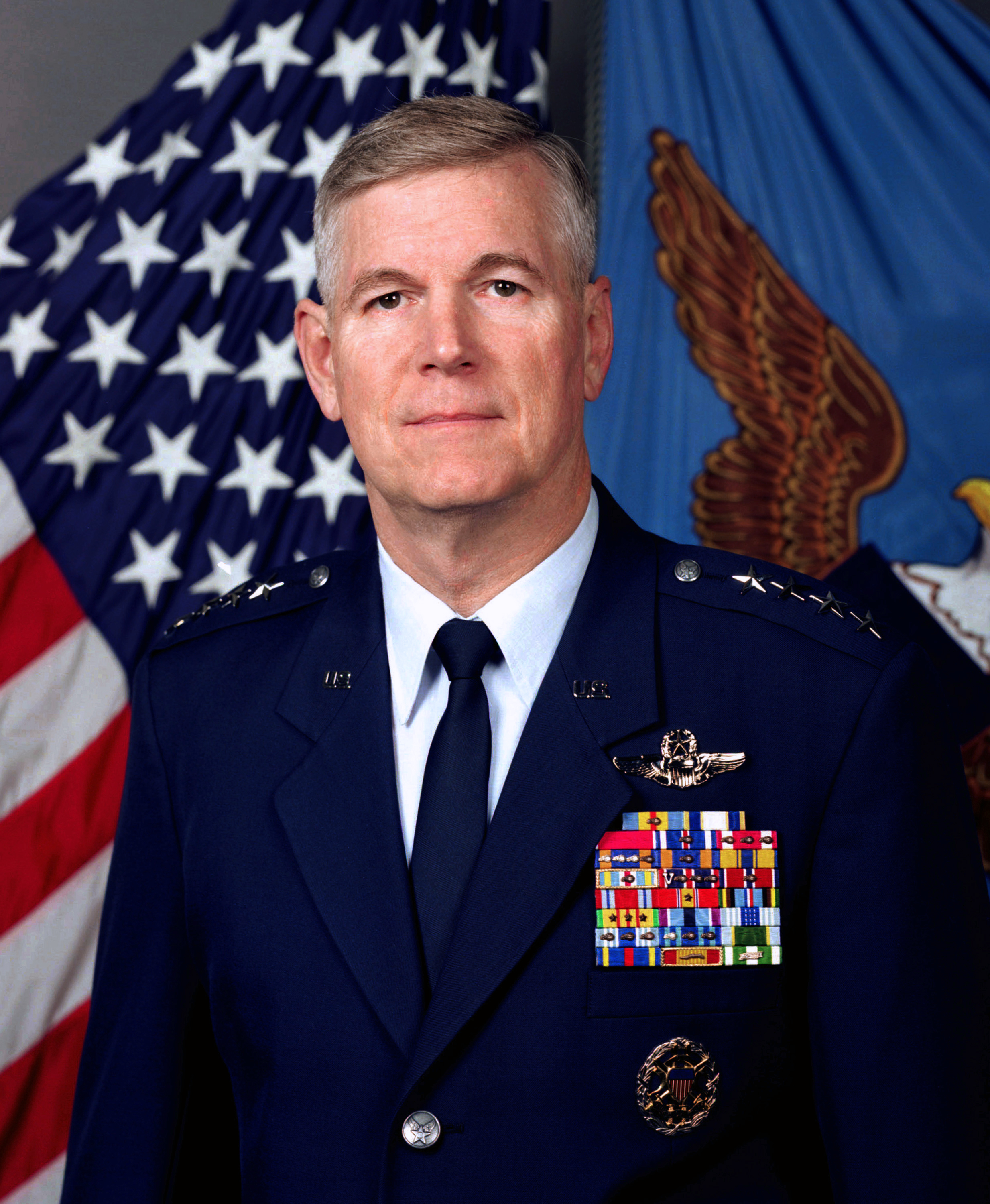
リチャード・マイヤーズ米空軍大将、統合参謀本部議長当時
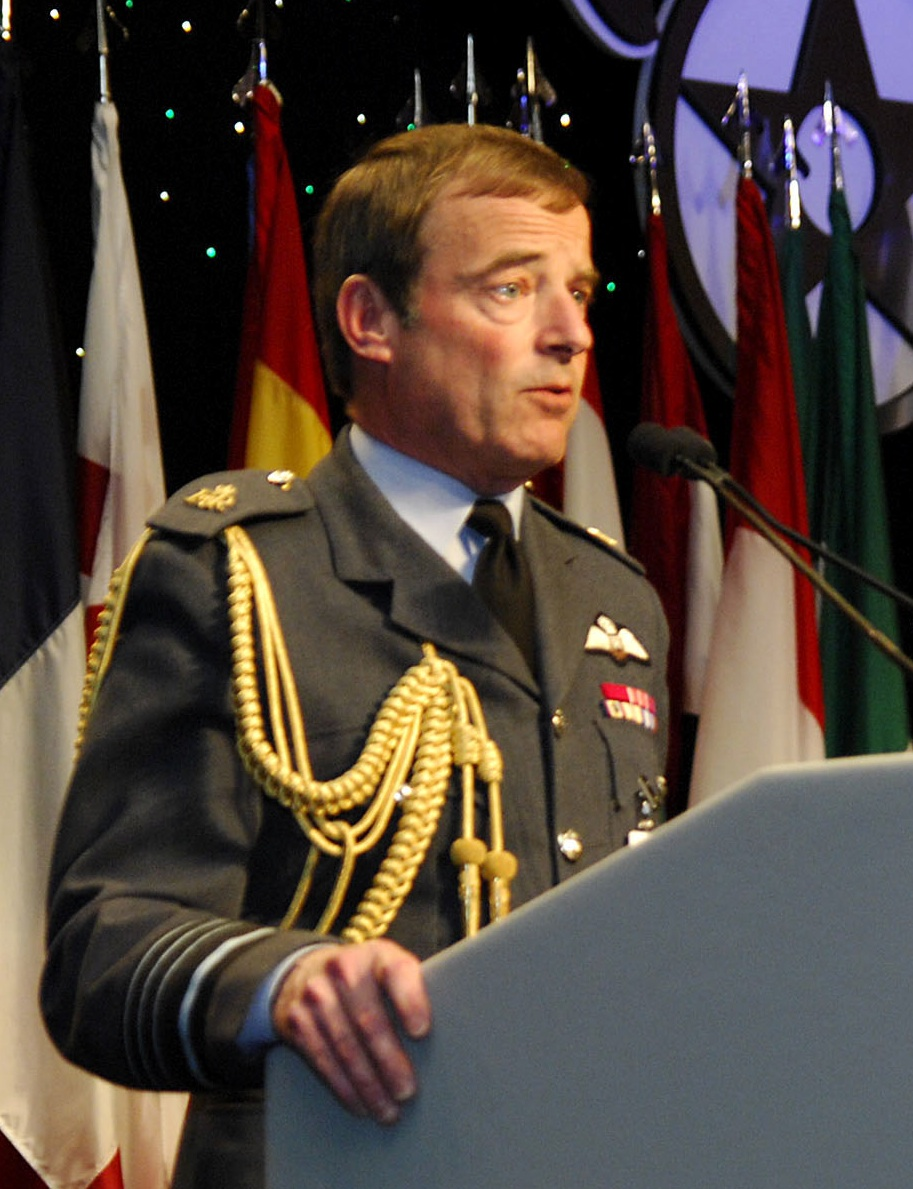
英空軍参謀総長のグレン・トーピー大将
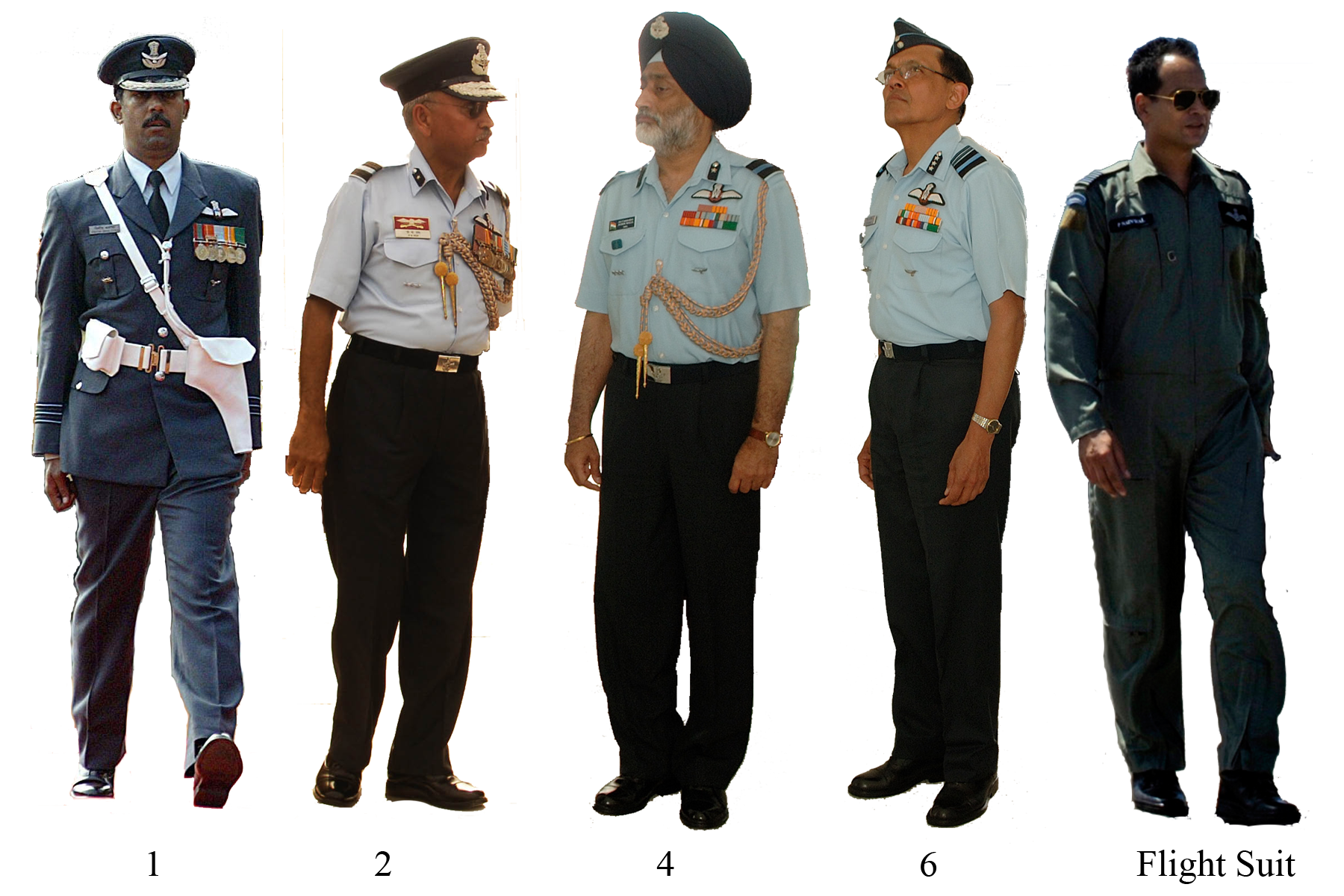
インド空軍の制服。シク教徒隊員にはターバンが許可される。

### 海兵隊
海兵隊を、陸海軍とは別箇独立の軍種として設けている国はさほど多くはないが、設けている場合は独自の制服が定められることも多い。海軍風の制服を着用する場合と陸軍風の制服を着用する場合があり、国によって大いに異なる。西欧の海兵隊は海軍が出来る以前、徴用した船に乗り込んだ陸軍部隊から発祥した国もあり、そのような国の海兵隊は独自の陸軍風軍服を着用している。アメリカ海兵隊の場合は通常勤務服は褐茶色。の陸軍型であるが、式典用礼装のみ『ブルードレス』と呼ばれる詰め襟である。

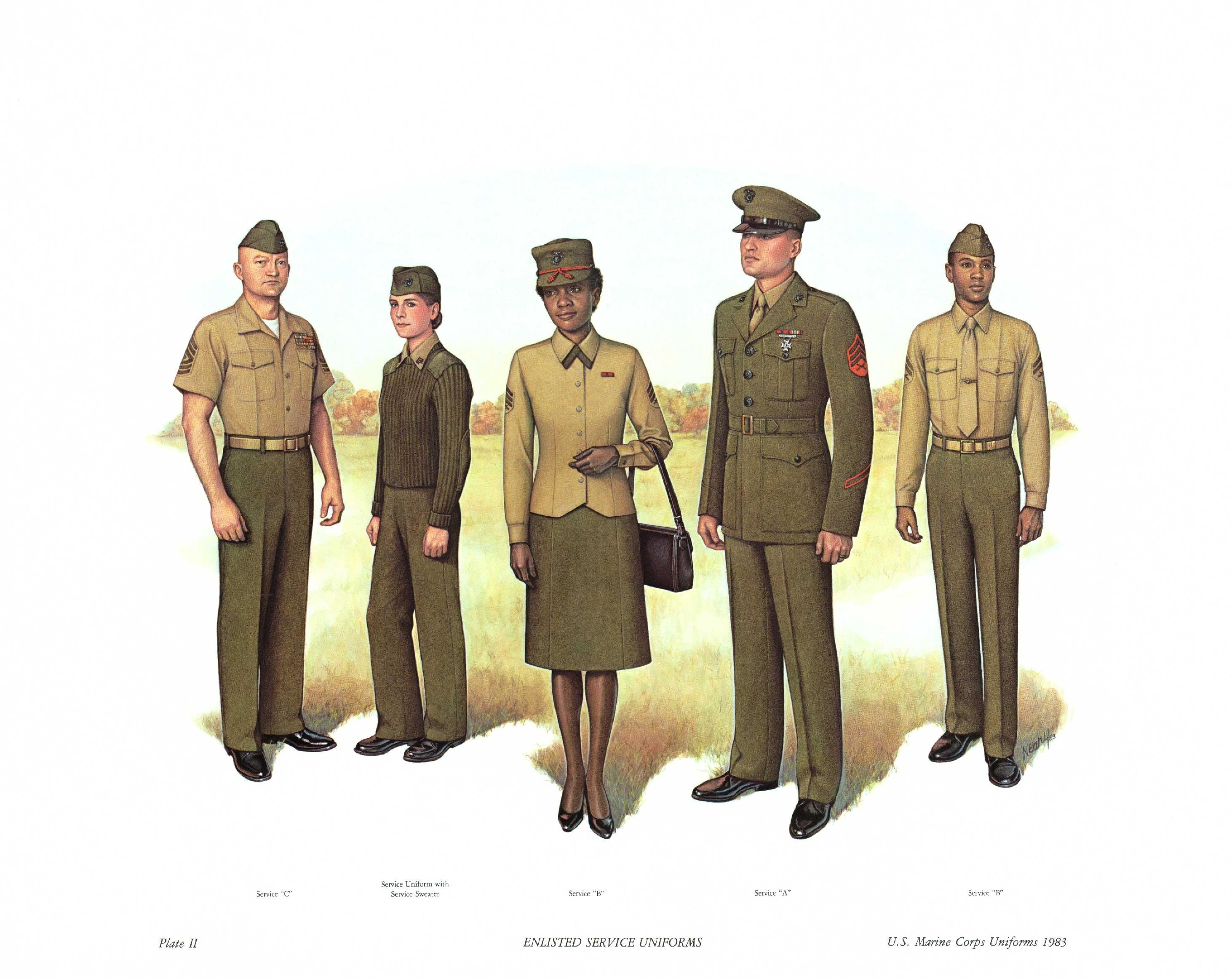
米海兵隊下士官の通常勤務服
一等軍曹への名誉昇進で、ブルードレスを着るR・リー・アーメイ
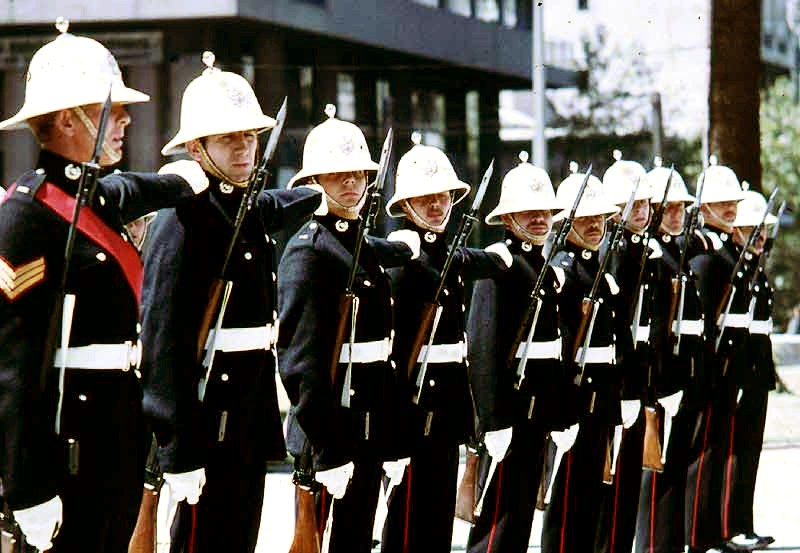
式典用礼装のイギリス海兵隊
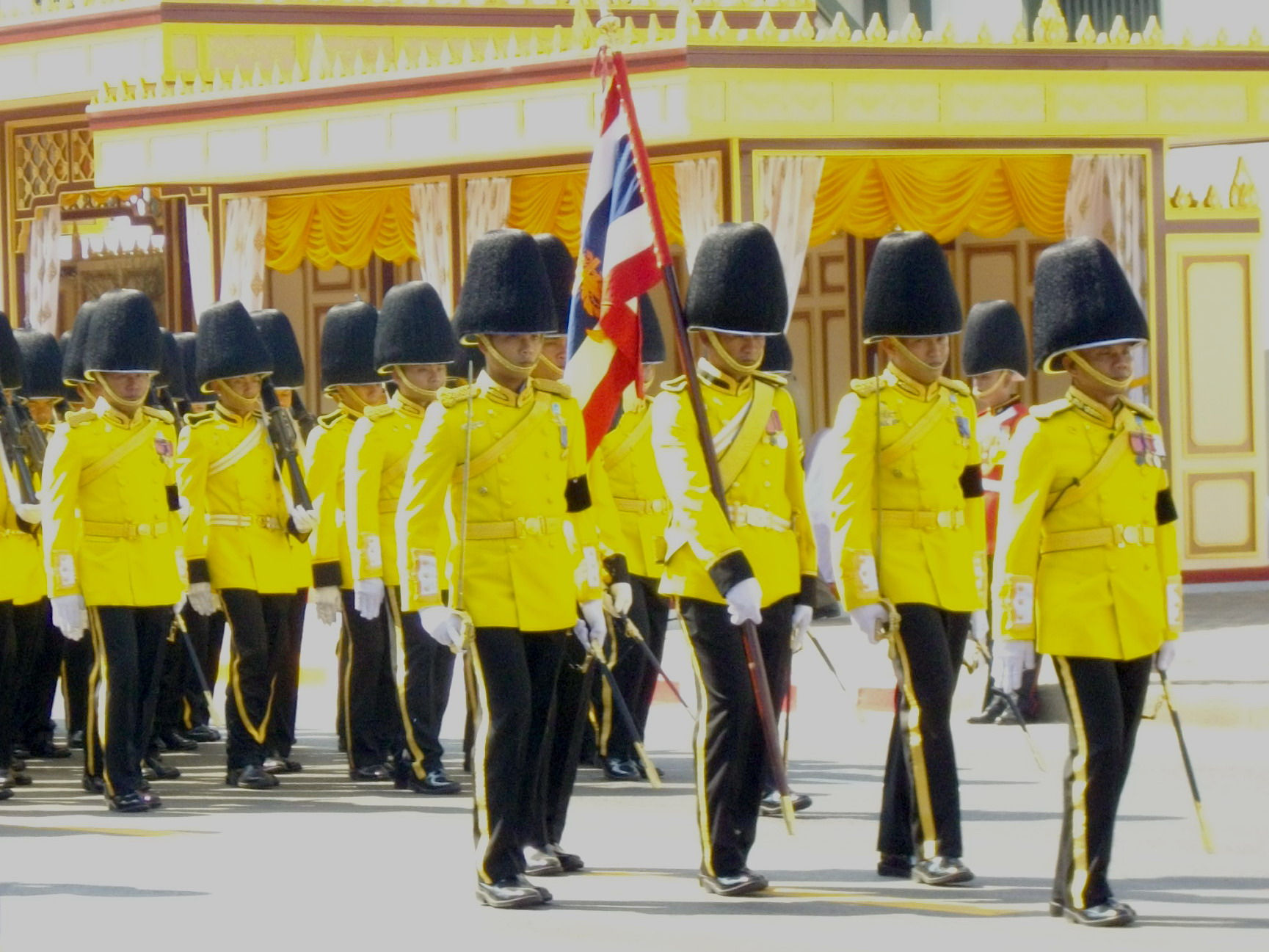
葬儀式典で行進するタイ王国海兵隊

## 種類
現代の軍服は概ね下記のように分類できる。
- 正装
最上級の儀礼服装、英：Full dress
- 礼装
式典：dress uniform／ceremonial uniform　英：No.1 dress 他 米陸軍：Dress blue
夜会、英：No.10 dress 他 米軍：Evening dress、Mess dress
- 通常勤務服・常装
外出、内勤、英：Service or Ordinary duty uniform 米軍：Service Dress Uniform
- 戦闘服装
戦闘時に着用する服装、英：Combat dress 米軍：BDU―Battle Dress Uniform

軍隊に制服が定められるようになった当初は軍服の種類分けはなく、戦場でも社交の場でも同じ服を使用していた。その後、兵営内や外出時に着用される通常勤務服（略装）は使用されるようになったが、儀式や社交の場で着用される正装・礼装と演習や戦場で着用される戦闘服装は装具を変えるだけで同じ服を使用していた。各種の軍服が用途によって使い分けられるようになったのは19世紀後半になってからであり、19世紀末から20世紀初頭頃に服装体系が整えられた。
現代では常装と戦闘服を区別している国が大半であるが、正装用の服は廃止される傾向にあり、礼服或いは通常勤務服に所定の装具や勲章本体を着装することにより正装としている国が増えている（通常勤務に際しては略綬だけを付ける）。
夜会服は旧共産圏諸国等制定していない国も多く、将校用のみ制定されている場合も多い。また、下士官・兵用が制定されている場合も職務上必要とする者以外に支給されることはほとんど無い。世界的に正装が廃止される傾向にあることから、夜会服の位置付けは高くなっている。
軍服は軍隊組織の性質及び伝統から、下士官・兵には支給され、将校は自費で購入するのが一般的であるが（よって兵卒や下士官と、外部の業者に仕立のオーダーが出来る将校では生地も仕上がりもサイズの合い方も全く違う）、戦時大動員ともなれば一部の支給が省略されることも多く、ドイツでは第二次世界大戦の勃発により礼服が支給されなくなった。軍事予算の少ない小国では現在でも通常勤務服兼用戦闘服しか支給しないこともある。
軍服と兵器の区分は国や時代によって様々であり、アメリカ軍では帽子は被服だがヘルメットや防弾チョッキは兵器扱いである。第二次世界大戦でアメリカが採用したM1ヘルメットのように、ライナー部分が被服で外側の金属部分が兵器という複雑な扱いをされていた事例もある。日本では昭和7年にヘルメットは兵器から被服に扱いが変わり、名称も鉄兜から鉄帽へ変わった。

## 変遷
西洋においては、封建制度の時代には軍装が統一されることはなかったが、17世紀以降、主権国家の確立、特に絶対王政国家の成立を受け国家の軍隊として制服の統一も図られるようになった。制服の着用はグスタフ2世アドルフのスウェーデン軍が最初であると考えられていたが、それ以前からドイツ、オランダ、デンマークに於て行なわれていたと指摘されている[a]。
16世紀頃から銃の普及により甲冑が意味をなさなくなり、軽装となっていった。兜もすたれ、二角帽子などが使用された。当時の軍服は礼装と兼用されており、戦列歩兵などが敵を威圧するためや、火薬の硝煙が漂う戦場の中で指揮官が部隊を識別するために、派手な色合いのものが好まれた。しかし、17〜18世紀頃は染色技術が発達しておらず、財政上の理由もあって、全軍を煌びやかな服装で統一することは18世紀末まで困難だった。南北戦争の南軍が灰色系統の軍服を多く使用した理由も、技術的・財政的な制約が考えられる。

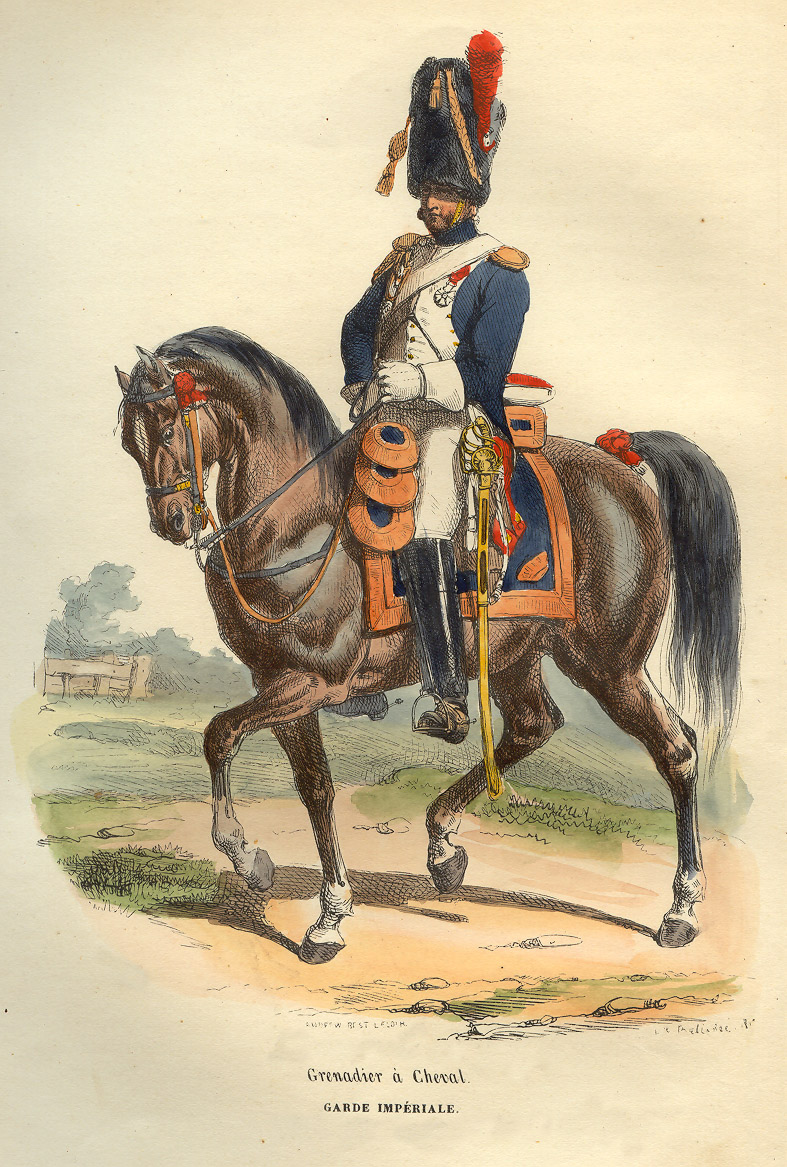
硝煙の中で体を大きく見せる帽子の例

また、連続射撃ができず射程が短いという銃の性能が低い、この時代においては、火薬の硝煙により視界が限られている中で、射程に入る前に発砲させるため（マスケット銃等前装式の銃は、発射後次の発射まで時間がかかるため、その時間で接近し自らの射程に入れて攻撃することができる）、シルエットを大きくし実際よりも接近しているように見せる工夫がなされた。この時代の軍服の標準として高い帽子が採用されたのはそのためである。イギリス近衛兵のベアスキン帽にその名残がある。
普仏戦争の頃までは派手な軍服を使用している国が多かったが、銃の長射程化と命中精度の向上及び無煙火薬の発達に伴って、派手な色の軍服では狙撃を受けやすくなり、第一次ボーア戦争の頃から薄青・灰色・カーキ色系の上下の軍服（戦闘服）に移行していった。
第一次世界大戦が始まると、革製ヘルメットやシャコー帽あるいは通常の軍帽は野砲の弾丸の破片等に対して無防備であることから、革製ヘルメットやシャコー帽は廃止され、通常の軍帽と併用する形でスチールヘルメットの着用も進んだ。
第二次世界大戦中、アメリカ軍は、通常勤務服たる常装と戦闘服装とを分離した。第二次世界大戦後、各国とも常装と戦闘服装とを分離するようになっていった。また、民間の趨勢に合わせて、立襟（立折襟）から背広型への移行が進んだ。
日本軍においては、第二次世界大戦中、戦闘服装の分離は進まず、陸軍では通常勤務服兼用のままで終戦を迎えた。海軍では「略装」（褐青色の背広型）を「第3種軍装」として使用した。

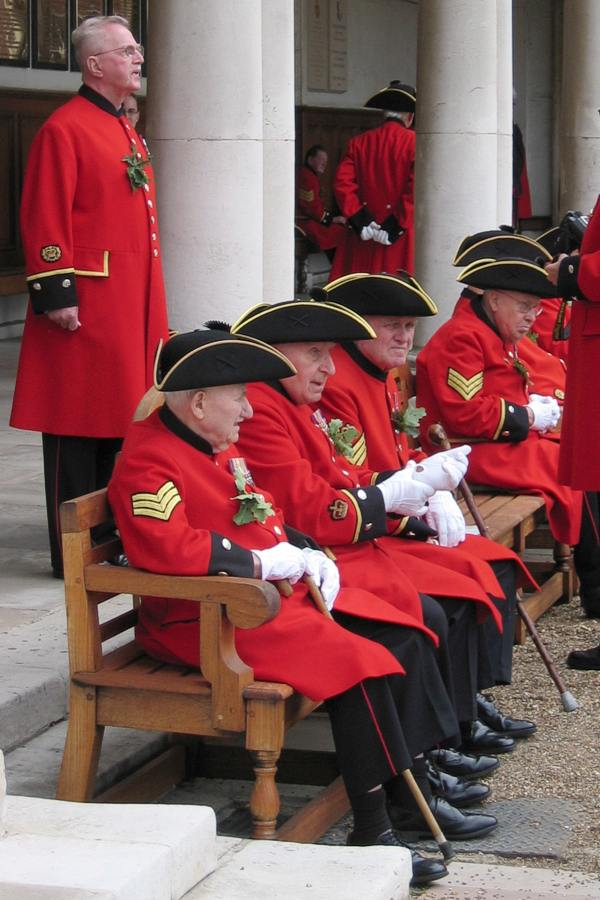
三角帽子をかぶった退役軍人（2004年頃）
二角帽子をかぶったナポレオン・ボナパルト
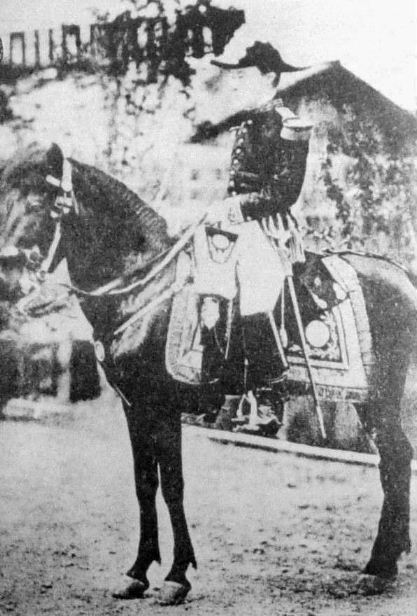
フランス軍風軍装をする徳川慶喜（1886年-1887年）
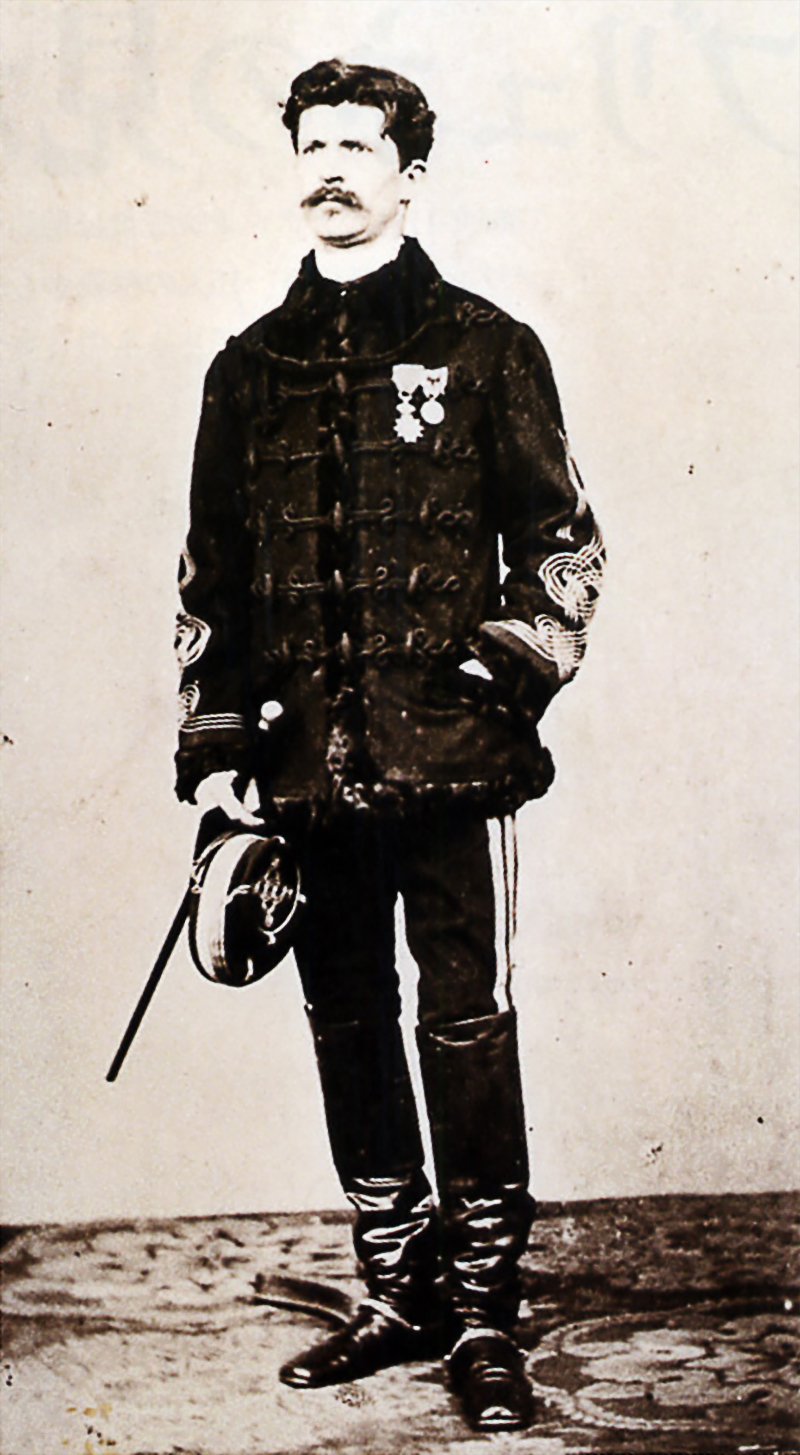
1869年当時の仏砲兵士官
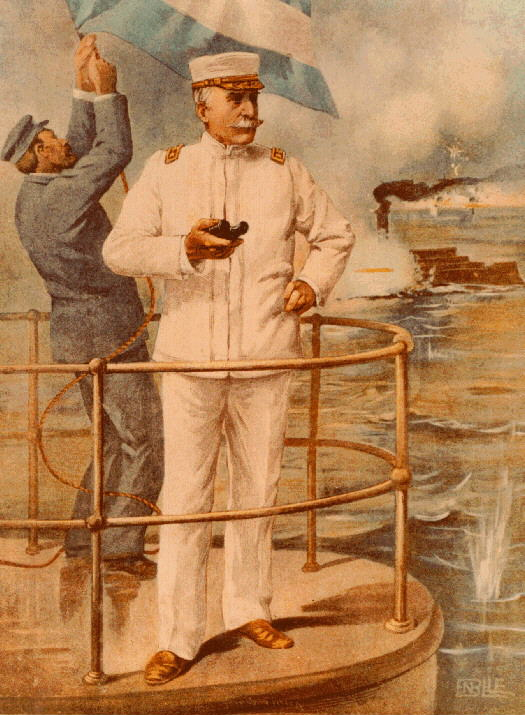
1898年当時の米海軍提督の夏服
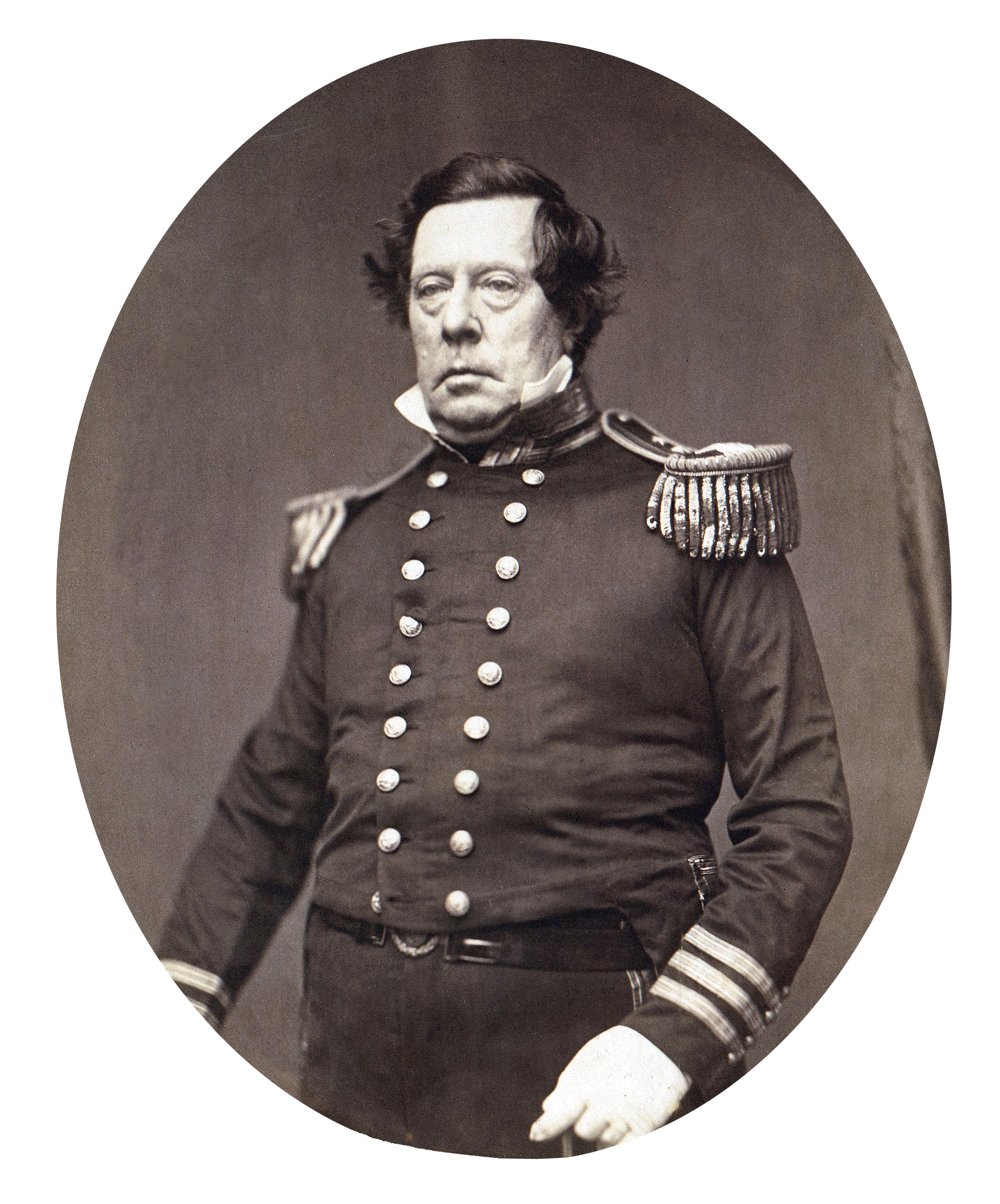
19世紀後半の米海軍提督（マシュー・ペリー）
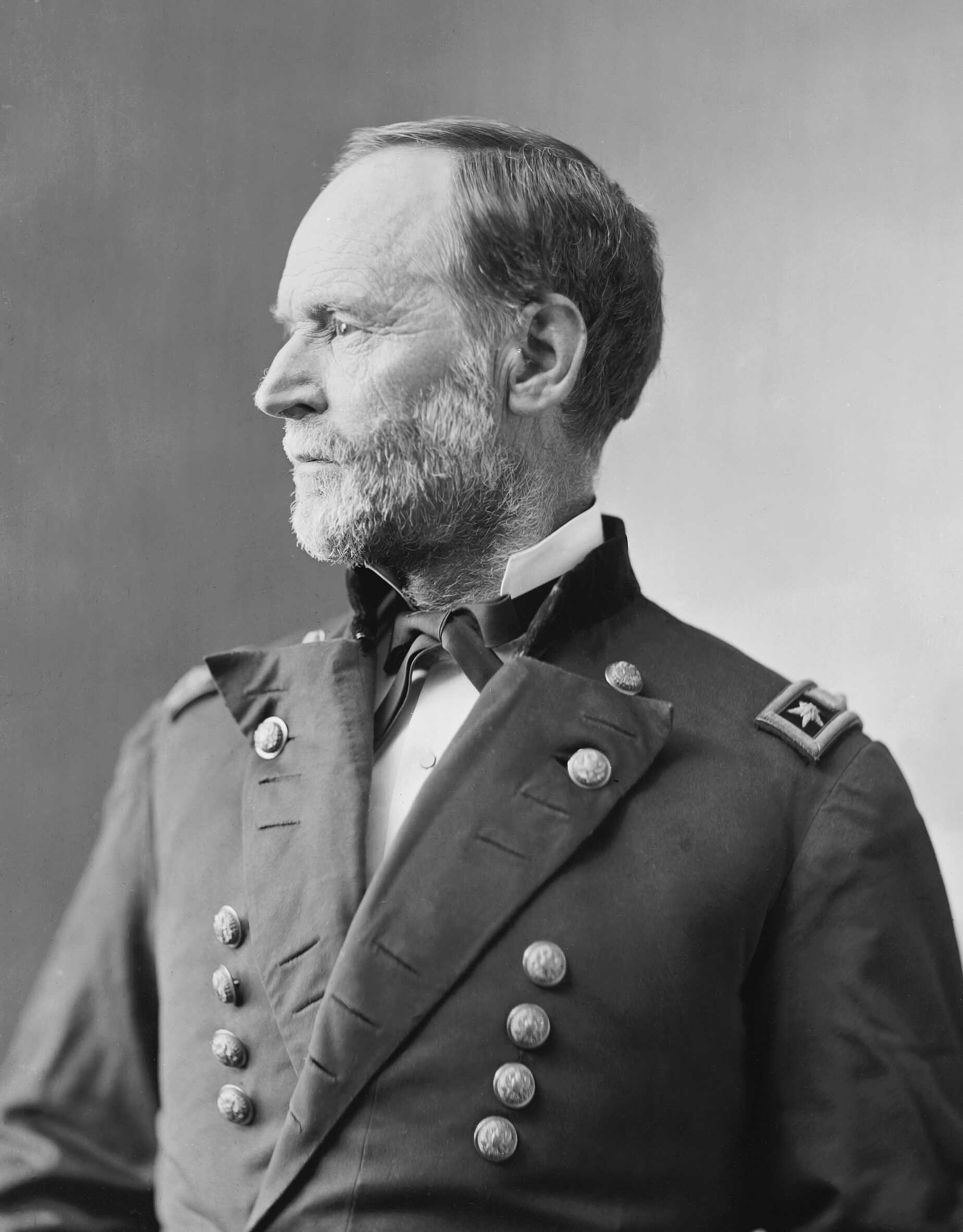
19世紀後半の米陸軍将軍（ウィリアム・シャーマン）
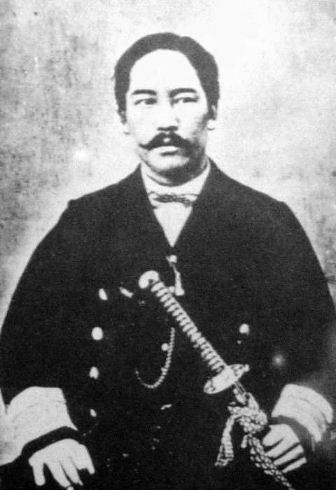
戊辰戦争当時の旧幕府海軍士官（榎本武揚）
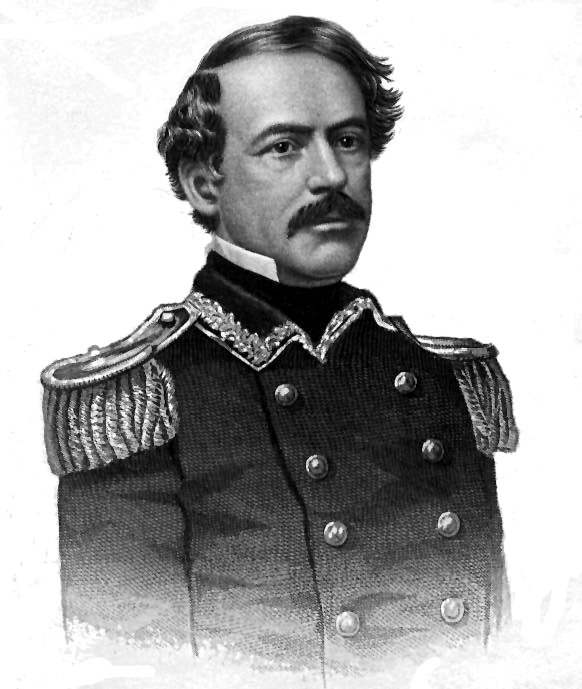
19世紀後半の米陸軍将軍（南軍のロバート・E・リー）
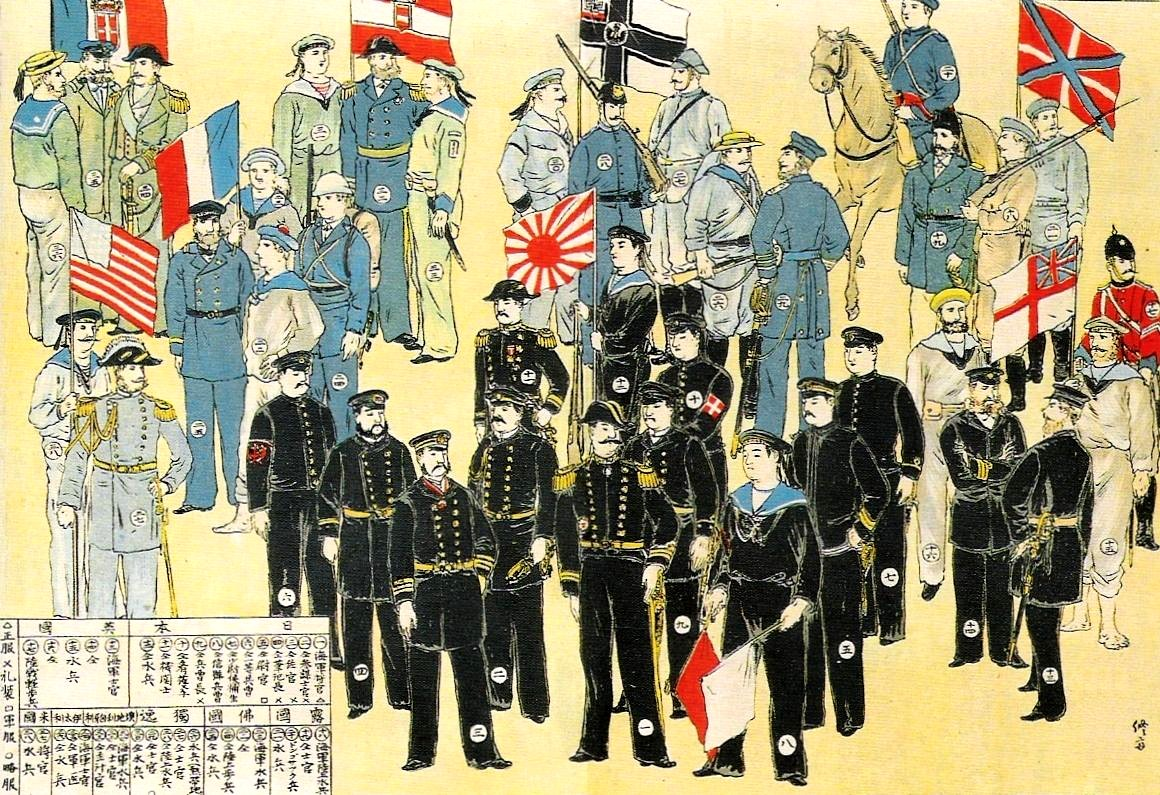
義和団事件に出兵した各国の軍服（主として海軍陸戦隊）を描いた日本の絵図、1900年
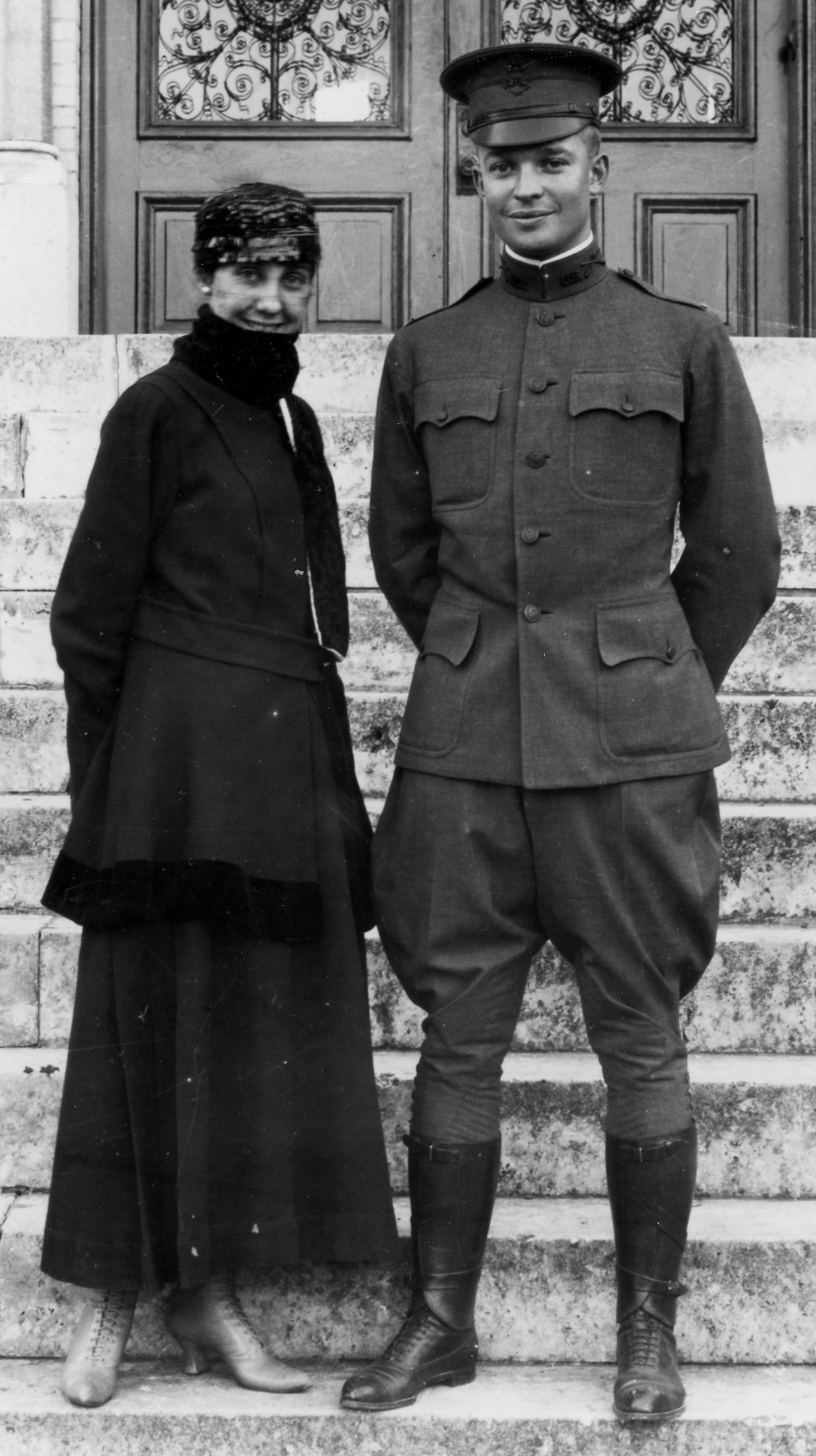
1916年当時の米国陸軍将校。立襟乗馬ズボン(ドワイト・D・アイゼンハワー)
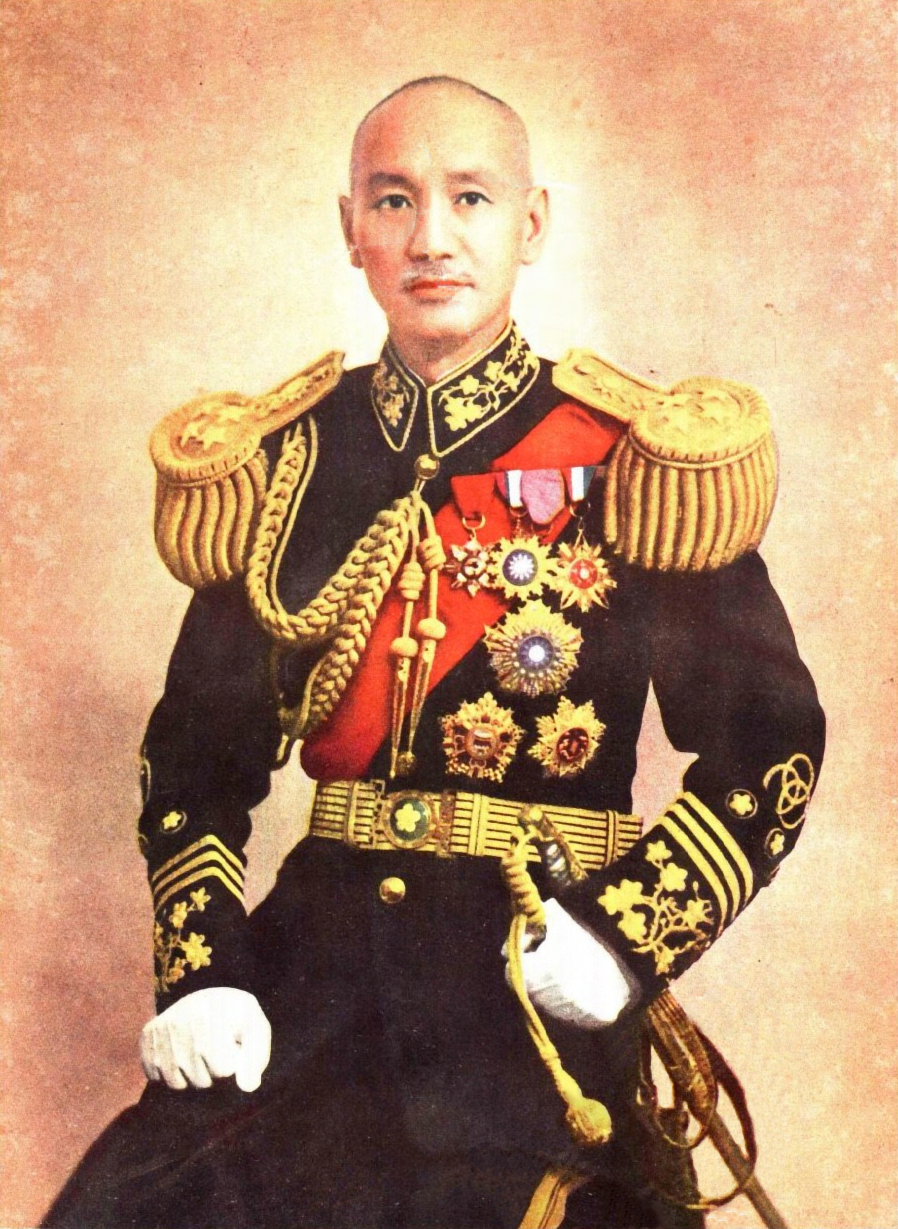
1940年代の中国陸海軍大元帥の礼服（蔣介石）
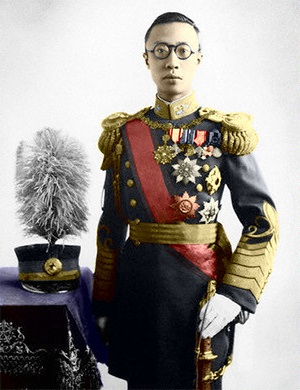
満州帝国の康徳帝陸海軍大元帥の御服（1934年即位）
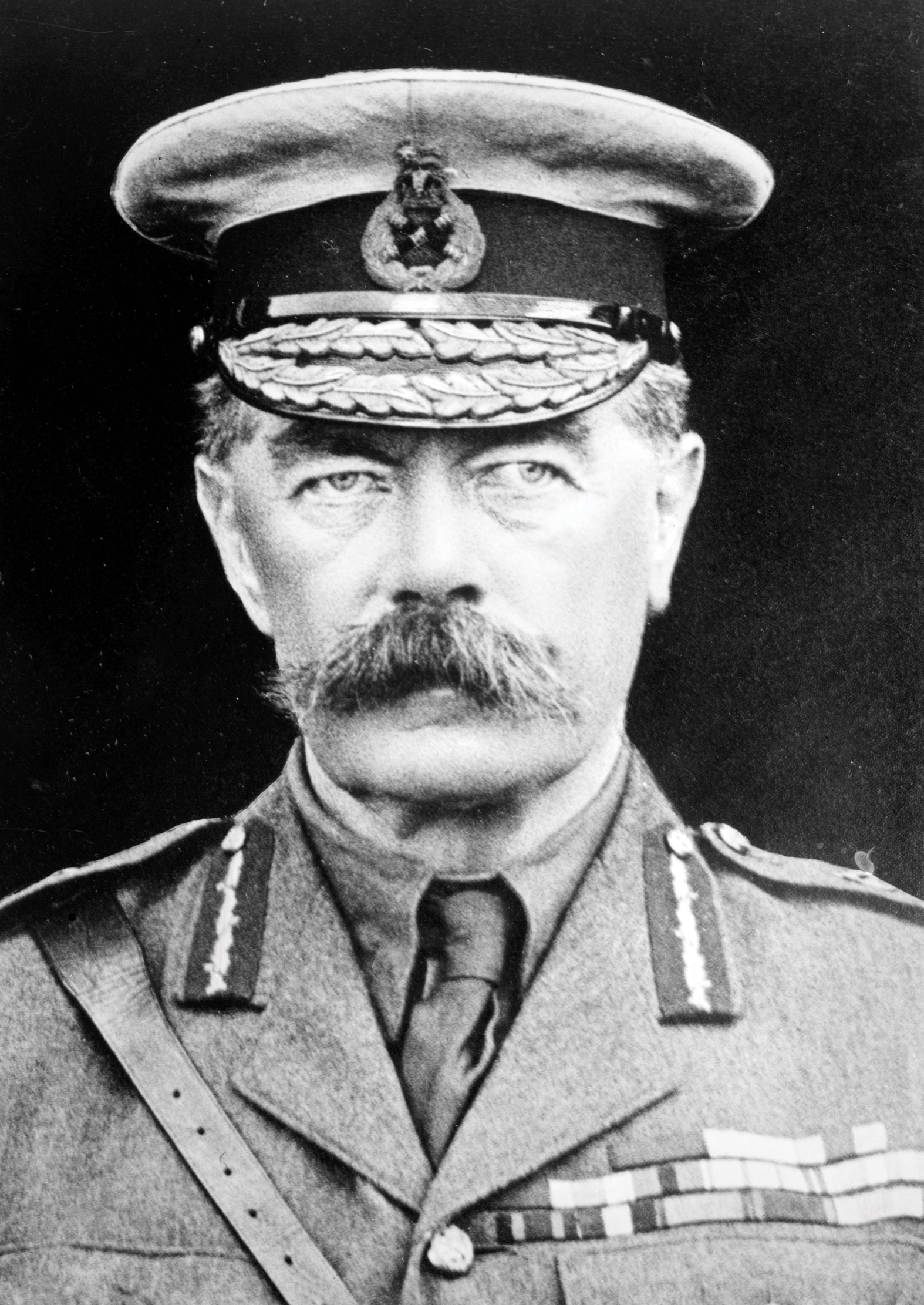
第一次世界大戦頃の背広型軍服の英国陸軍将軍（ホレイショ・キッチナー）
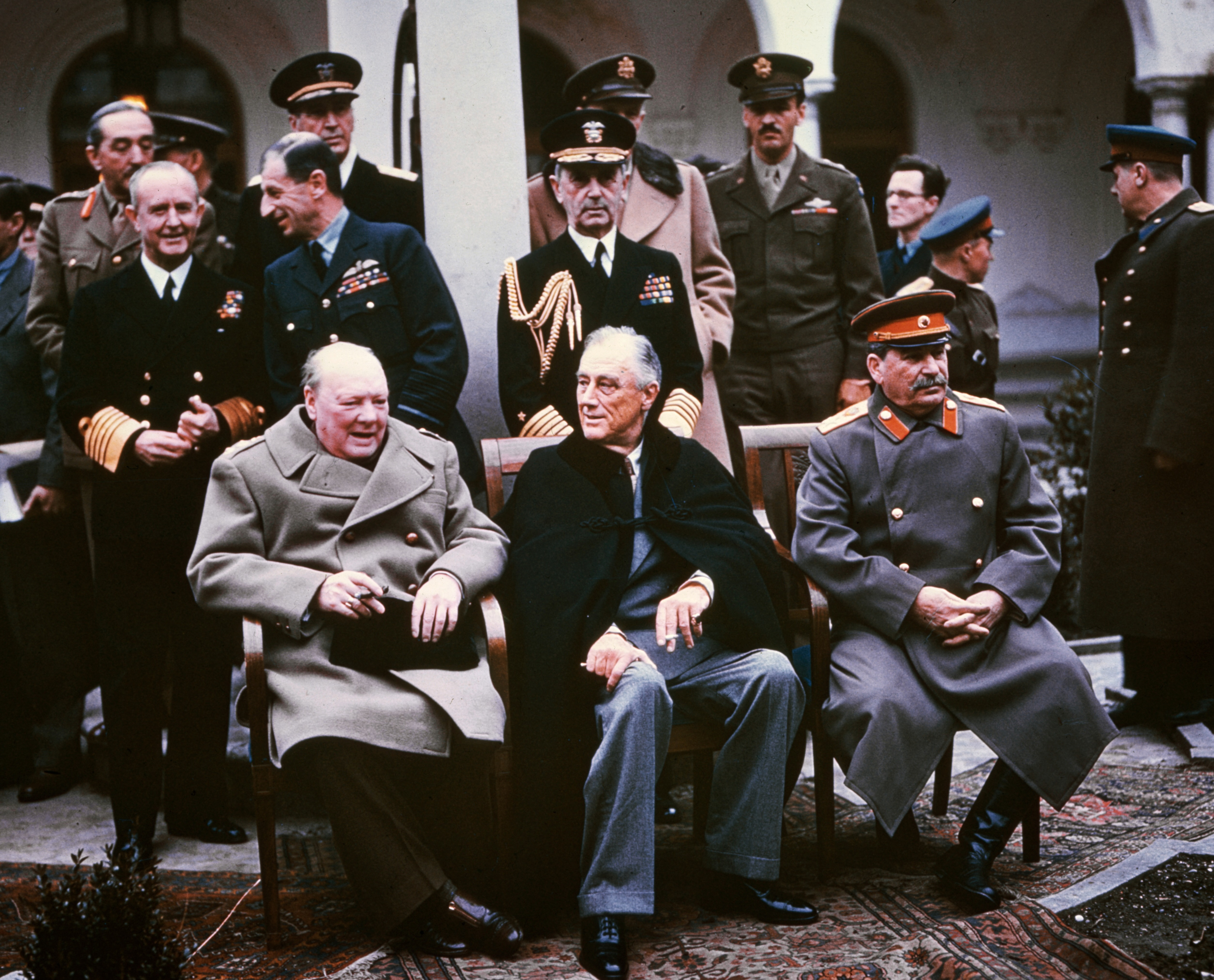
1945年当時の米英ソ軍の軍服（ヤルタ会談にて、ポツダム三巨頭）

## 軍服に関する各国の影響
軍服は一般社会に於ける服飾の流行と戦闘形態の変化に対応するための実用面での要求によって変遷してきた。そのため、各時代に於ける軍服はその時代に文化の中心となっていた国や新しい軍事制度を確立した国が他の国へ影響を与えて来たが、軍事制度に関する影響と服装についての影響が同時であるとは限らない。また、それらの服装が必ずしもそれらの国で生まれたものではなく、他国（小国や少数民族の場合もある）の服装が実用性や経済性等の理由から取り入れられている例も多く見られる。
海軍は将校の制服が制定されたのが18世紀中頃であり、水兵は19世紀中頃であった。そのため、各国がほぼ共通して当時のイギリスの影響を受けている（「海軍制服概説」参照）。20世紀に入って作られた軍種である空軍には国によるデザインの差が比較的少ない（「空軍制服概説」参照）。また、戦闘服装は装飾性を排し機能性を重視した結果、似たようなデザインとなっている。一方、陸軍の礼服（概ね19世紀〜20世紀初頭までの軍服が踏襲されている）および勤務服には軍服のデザイン（服全体の仕立て、生地の色、帽章、襟章、階級章等）における国ごとの伝統や個性、或いは複数国間の影響関係が顕著に現れている。
フランスは17世紀の近代軍制導入から19世紀中半まで陸軍の制度について度々他国の手本となっており、ヨーロッパ文化の中心でもあった。イギリスは18世紀後半以降、男性の服飾に関して世界をリードする存在である。ドイツ陸軍の制度も17世紀から20世紀前半にかけて周辺諸国に影響を与えており、特に19世紀末から20世紀前半には多くの国に影響を与えた。そして、20世紀半ば以降はアメリカとソ連が軍事制度の手本であり、社会・文化面でも他の国に影響を与える存在でもある。そのような訳で、軍服に関しては以下のような影響が見られる。
- イギリス（海軍が世界各国に影響。陸軍・空軍・警察が旧植民地関係。軍服を含む現代の服装体系を確立。）
- フランス（旧植民地関係、アメリカ、旧日本軍。）
- ドイツ（枢軸国関係、イギリス及びロシア）
- アメリカ（冷戦時代に自由主義陣営に影響）
- ロシア（ソ連）（汎スラブ主義の影響、冷戦時代に社会主義陣営に影響、ソ連解体後に成立した諸国）

しかし、現代に至るまでの軍服を含む服飾の変遷にはこれらの国だけではなく、様々な国や民族の服装が複雑に影響し合っている。以下に17世紀以降の陸軍を中心とした軍服に影響を与えた国等を、影響を与えるようになった年代順に挙げる。

### オランダ
16世紀ヨーロッパの中心だったスペインの支配下で、その繊維産業を担っていたオランダが17世紀に入って独立した。そして、スペインの凋落に伴う“脱スペイン”の流れから、オランダがヨーロッパ服飾文化の中心となった。そのため、軍隊に制服が導入され始めた17世紀前半の代表的な制服であるグスタフ・アドルフのスウェーデン軍の服装もオランダ風であった。また、スペインを破ったオランダは、軍事制度面に於いてもグスタフ・アドルフのスウェーデン軍に影響を与えている。

### トルコ
トルコの服装は17世紀ヨーロッパの服飾に少なからず影響を与えている。ハンガリー軽騎兵・ユサールの服装の基となっており、ユサール用の帽子の原型はフェス帽であり、ドルマン(英：Dolman)と呼ばれる上着もトルコが起源である。そのため、ユサールを通してその影響が世界に広まった。
オスマン帝国時代にトルコ軍の軍帽として採用されたフェス帽は、トルコ国内ではトルコ革命にともなって廃止されたが、旧オスマン帝国領の国（エジプト等）や、ヨーロッパの軍隊でムスリム系住民を兵士に編成した場合（オーストリア・ハンガリー帝国、イギリスやフランスの植民地軍、ナチス・ドイツの武装親衛隊等）に、しばしば軍帽として採用された。

### スウェーデン
17世紀前半、グスタフ・アドルフは自軍兵士の服の色を統一した。そのため、スウェーデン軍の服装はこの当時の代表的な制服とされている。大きな織物生産地を持たないスウェーデンは良質な生地を大量に調達することが困難であったため、粗末な生地で作られた軍服が見栄えするように工夫が施された。色布での縁取りやボタンを飾りに付けた袖の折り返しといったそれらの工夫はドイツに受け継がれることになる。

### フランス
ルイ14世の改革により、17世紀後半からはフランスがヨーロッパの政治・文化の中心となった。軍制や服飾に関してもフランスがヨーロッパにおいて主導的な役割を果たすようになった。しかし、18世紀に入ると軍服に関してはドイツがリードするようになり、服飾に於いてはイギリスの影響が強まった。
フランス革命の頃には様々な新しい服装（その多くはイギリスで生まれたものであった）が現われた。しかし、軍事制度や戦術に於ては斬新な改革を行なったナポレオン・ボナパルトは服飾等の文化芸術面に於いては復古的であり、軍服もルイ16世時代のものを使い続け、イギリスやドイツ、そしてアメリカにその新しい流れは先に取り入れられた。
服飾面に於てはナポレオン1世の時代に後れをとったフランスだが、ナポレオン3世は当時のヨーロッパのファッションリーダーとされており、軍服に関してもケピ帽がなど独自のデザインが見られるようになった。そのデザインは南欧や植民地を中心に多くの国の軍服に影響を与えた。また、それらの地域以外でも主要な国ではアメリカ、19世紀のオーストリア、そして明治期の日本陸軍等に見られる。
フランス領であった、あるいはその実質的な支配下にあった国々の軍服にはフランス軍の影響が強い。例：アフリカ州のアルジェリア、カメルーン、ガボン、中央アフリカ等。
また、現在でもアメリカ陸軍の軍服がフランスの影響を残していることから、アメリカ系の軍服を採用している多くの国は間接的に影響を受けていると言える。

### ドイツ
資金力が乏しいにもかかわらず軍備の増強を図っていた18世紀のプロイセンでは低コストで大量の軍服を揃える必要が生じていた。そのため、布地を節約するために上着を細身に仕立て、粗末な生地で作られた軍服を華麗に見せるための縁取りや組紐等による飾りが付けられた。そしてこれらの工夫が、安価でありながら実用的且つ見栄えがするドイツ式の軍服を産んだとも言える。そして、当時の軍服に求められる要素を兼ね備えたドイツ式軍服はヨーロッパ各国に広がり、イギリス陸軍の1742年制式の制服にも採用された。そして、布地を節約するためだった細身の仕立てはスマートな外見が評価され、フランス陸軍の1762年制軍服にも影響を与えた。
19世紀に入ってもドイツは軍服のトレンドをリードした。また、普仏戦争の勝利により、19世紀末から20世紀前半までの世界の軍事・軍制に多大な影響を与えた。そのため、建軍当初はフランスの影響が強かった日本陸軍でもドイツ式を取り入れるようになった。
ドイツ帝国成立後も「ドイツ帝国陸軍」は存在しなかったため、各構成国ごとや部隊ごとの様々な軍服が存在した。第一次世界大戦時にはプロイセン式に統合されつつあったが、最後まで「ドイツ軍」としての軍服は存在しなかった。
しかし、20世紀に入るとイギリスやアメリカが軍服に関しても新モデルを発信するようになり、第二次世界大戦の頃にはドイツは遅れをとるようになっていた。それでもその特徴的なデザインは依然多くの国に採用されていたが、第二次大戦の敗戦とナチス・ドイツのマイナスイメージから大半の国でデザインの変更が行われた。そのため、第一次世界大戦以降のドイツ式軍服の影響をとどめる例は少ない。
19世紀末から第二次大戦前までドイツ軍をモデルに軍近代化をはかった南アメリカ諸国のなかには、礼服や勤務服、また式典等で着用するヘルメットに現在でもドイツ軍の影響をとどめる国がある。例：チリ、ボリビア 等。
軍服 (南アメリカ)も参照。
イギリスを始めとするヨーロッパ諸国は19世紀以前からドイツの影響を受けていたため、その当時からほとんど変更されていない正装や礼装には特に影響が残っている。そのため、イギリスの影響を受けた国にも間接的に受けた影響が残っている。
ロシアも帝政時代から影響を受けており、ソ連時代にも影響を受けた。
ソ連軍と社会主義諸国の軍服（「ロシア（ソ連）の影響」参照）に多く見られた、以下の要素はかつてのドイツ軍と類似している。
1. 折襟の上着、乗馬ズボン、長靴。
2. 将官用上着の襟の赤い縁取り、赤い台布に金の刺繍（国を象徴する植物の葉など）を施した将官用襟章。
3. 将官用ズボンの太い赤い2本の側線。
4. 制帽において、円形または楕円形の帽章を囲む葉模様刺繍、将校用のモール編みのあごひも、斜めに付くひさし。
5. 海軍において、水兵制帽に略式の帽章（円形章等）がつく、夏服やコートに用いられる肩章に陸軍に似たパターンのものが用いられる。

東欧諸国の多くや中国は第二次大戦前にもドイツの影響を受けていたため、ソ連経由の間接的影響と直接的な影響があると思われる。
また、1980年代から世界各国で採用され始めたケブラー樹脂製ヘルメットが、両耳〜後頭部を覆う形状から「フリッツヘルメット」（英語圏での「ドイツ兵」の俗称から）と通称されたり、同様に各国で採用されている迷彩パターンが、第二次大戦中にドイツ軍が開発・使用したものの1つに類似、現代の最新の戦闘服が偶然にせよかつての「ドイツ軍」に似た外観を呈しているのは興味深い。

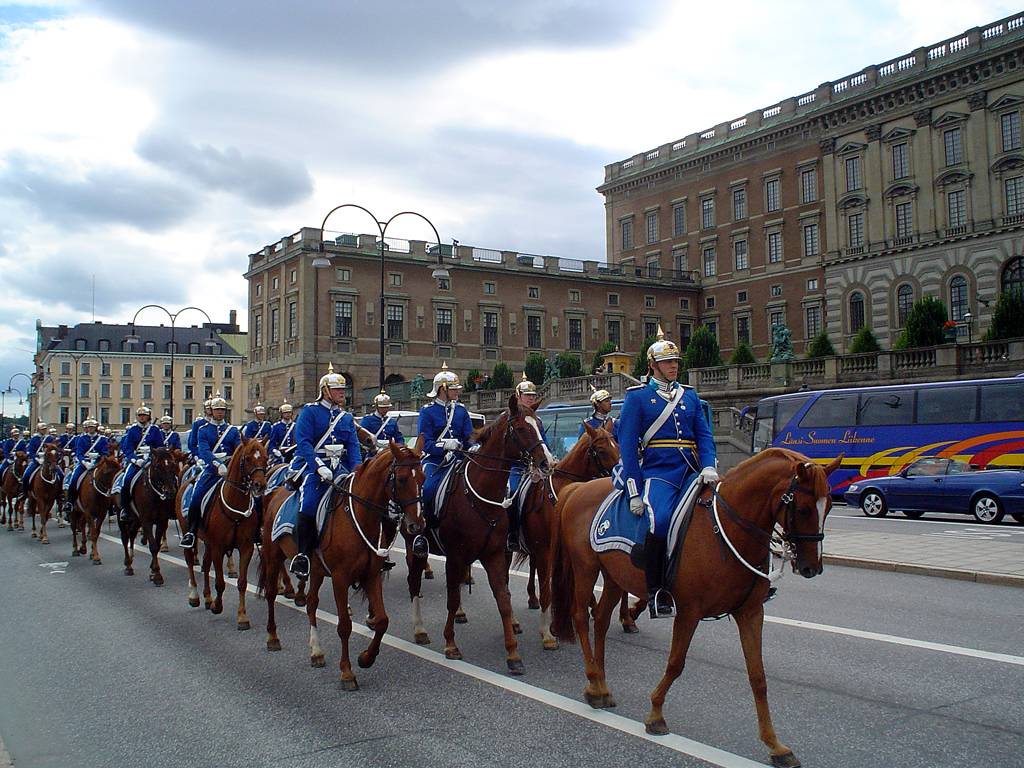
第一次世界大戦前のドイツ陸軍との類似性を示すスウェーデン軍王宮衛兵軍服
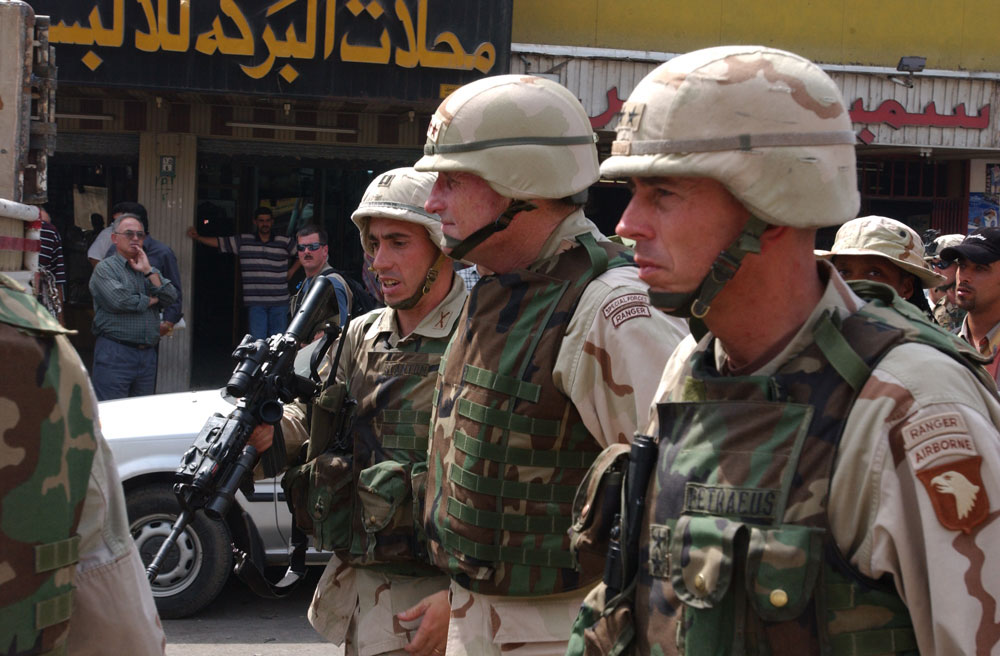
イラク戦争中の米軍の“鉄帽”（ケブラー製のPASGTヘルメットであり金属製ではない）
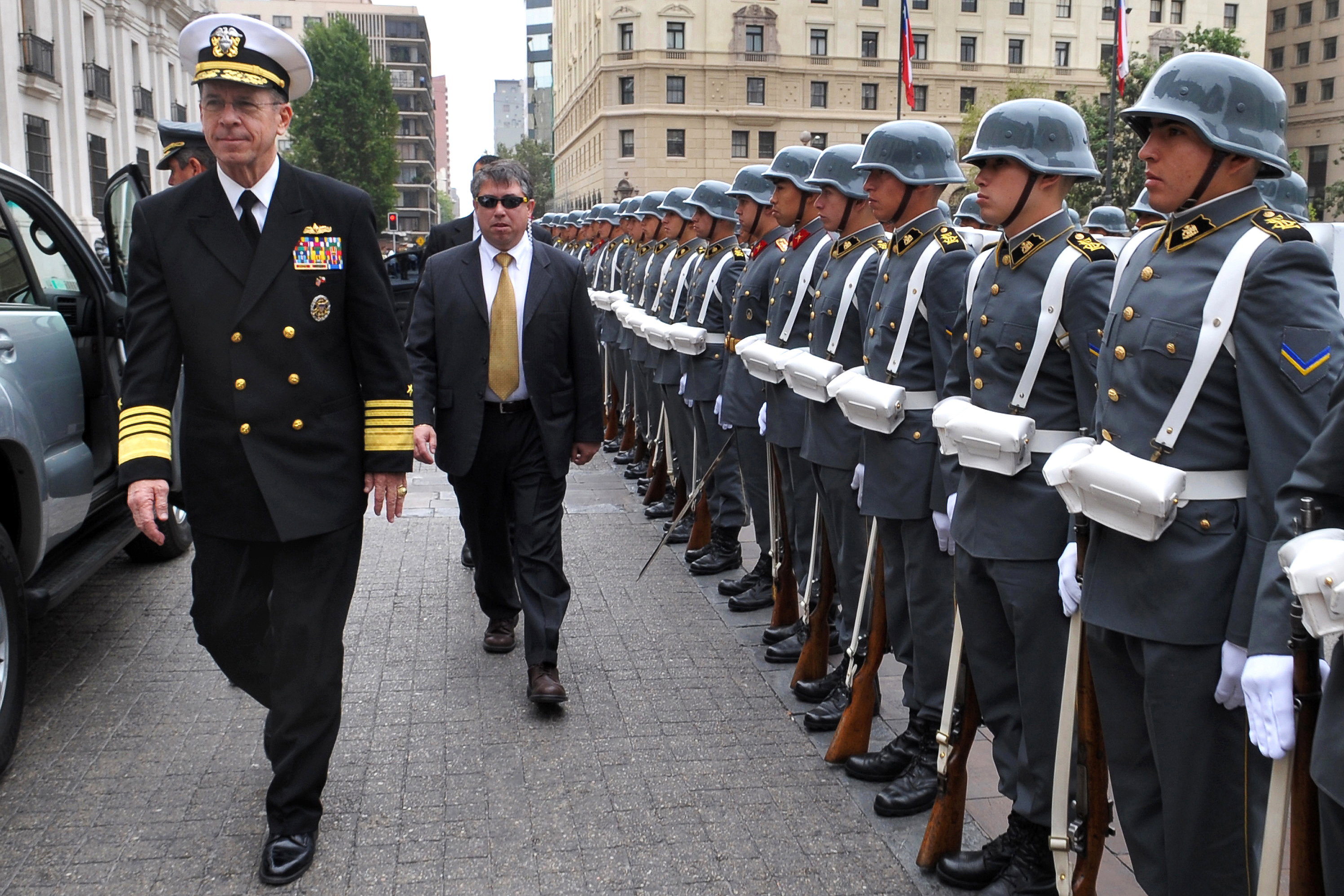
チリ軍儀仗兵を閲兵するアメリカ統合参謀本部議長。（2009年）

### ハンガリー
ハンガリー軽騎兵・ユサールの服装は世界各国の軽騎兵部隊に採用され、現在でも世界中の軍隊で騎兵の正装或いは特別儀仗服として使用されている。日本でも、旧陸軍の騎兵科の正装に採用され、現在でも警察・自衛隊のカラーガード隊の制服に見られる。また、ポーランドウーランの服装と同様に、軍隊以外のマーチングバンド等の制服にも影響を受けたものが多く見られる。
ドルマン(Dolman)と呼ばれるこの上着にはボタンが3列或いは5列有り、左右の列のボタンは飾りで中央の列のボタンで前を閉じる。各列のボタンを繋ぐ紐が特徴であり、日本では肋骨服とも呼ばれている。19世紀末から20世紀初頭の各国陸軍の勤務服にはこの形式の服が多く採用され、日本でも日露戦争開始の頃まで将校の軍装として着用された。
また、ユサール用のトルコ風帽子はバスビー（英：Busby）やシャコー帽へと変化した。シャコー帽は現在でも広く使用されており、バスビーもイギリス軍等で使用されている。

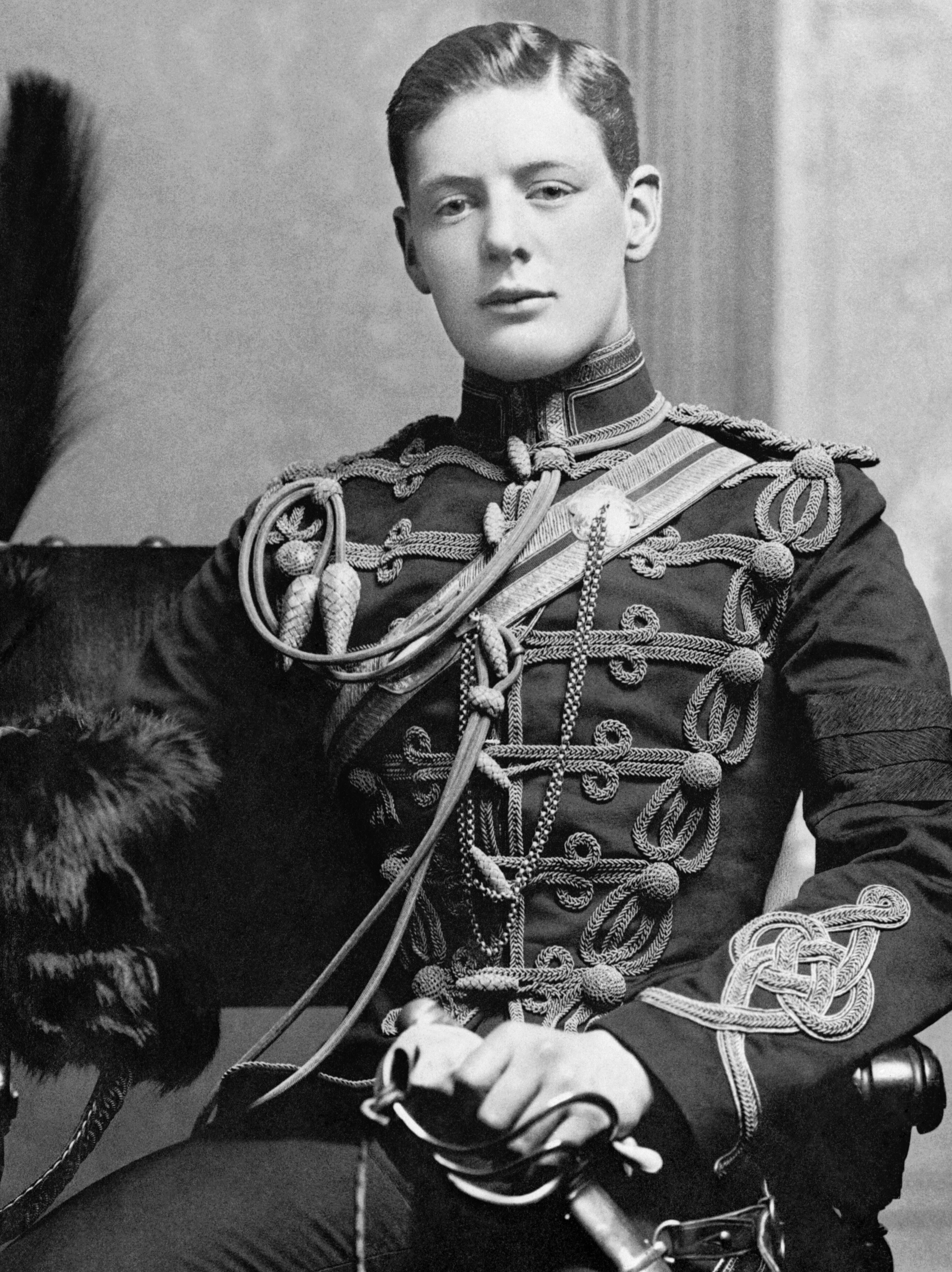
軽騎兵将校時代のウィンストン・チャーチル
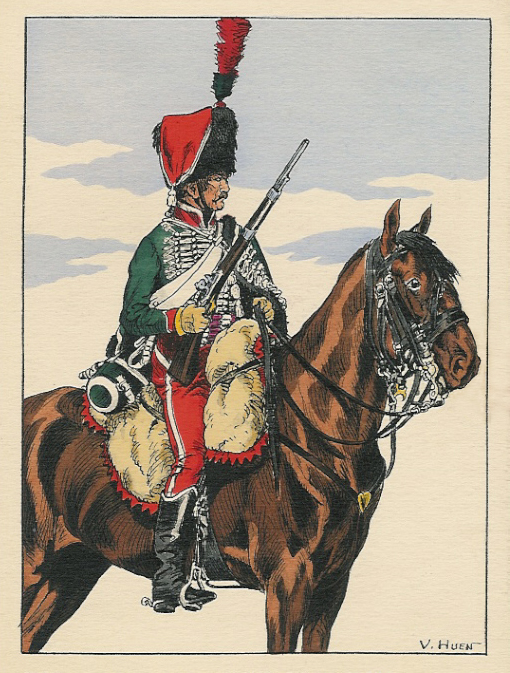
ナポレオン時代のフランス軽騎兵
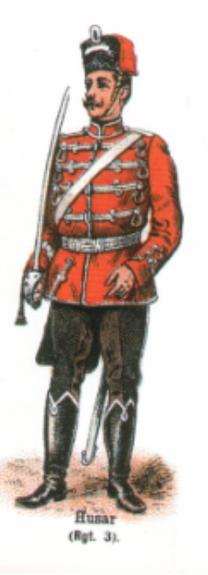
プロイセンの軽騎兵
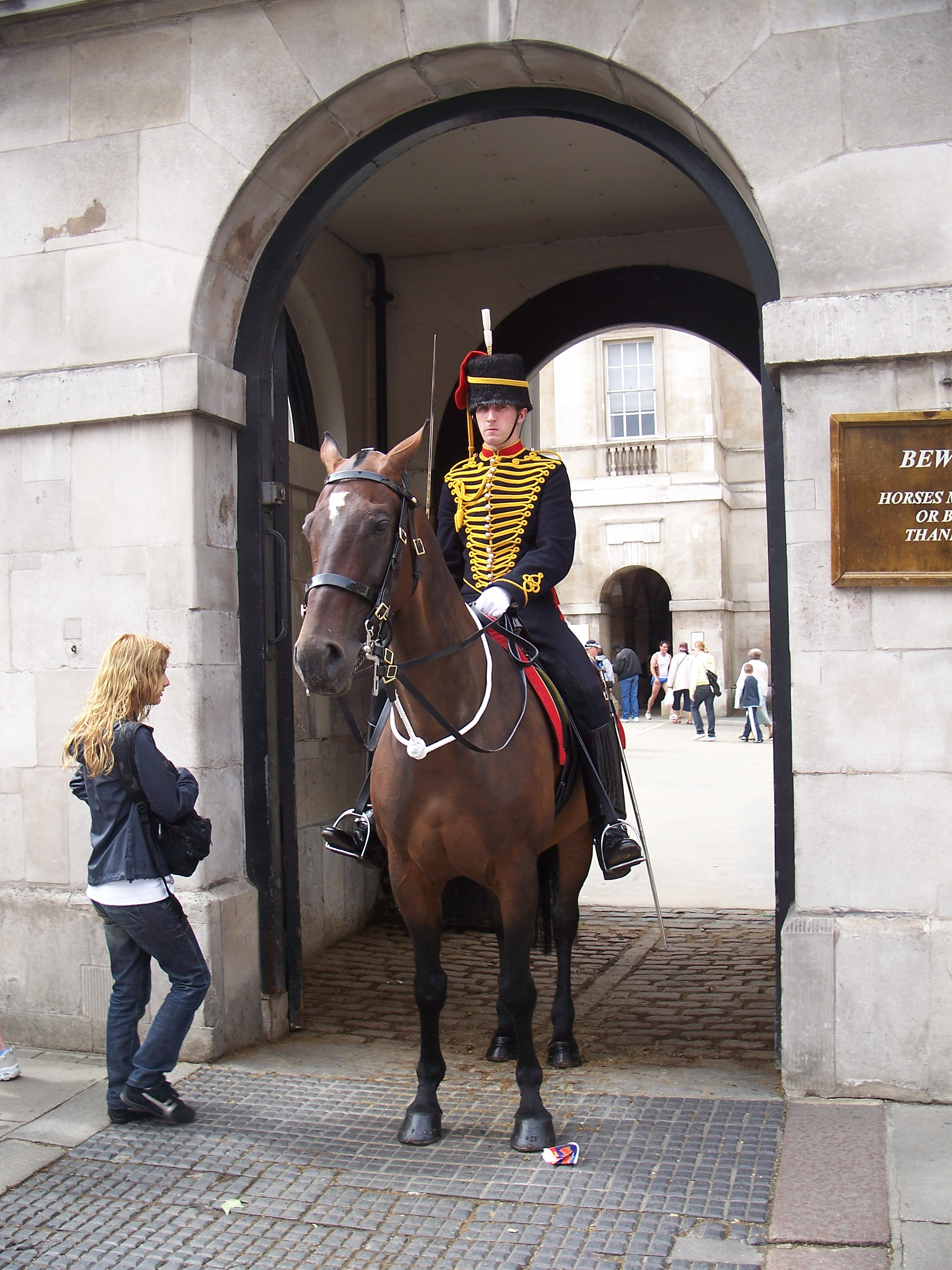
正装の王立騎馬砲兵（Royal Horse Artillery）

### ポーランド
ポーランド軽騎兵・ウーランの服装は世界各国の槍騎兵部隊に採用され、他兵科の制服にも影響を受けたものが見られる。そして現在でも世界中の軍隊で騎兵等の正装或いは特別儀仗服として使用されている。日本でも、警視庁騎馬隊や警察・自衛隊のカラーガード隊の制服に採用されている。また、軍隊以外のマーチングバンドやホテルのドアボーイ等の制服にも影響を受けたものが多く見られる。そして、この2列ボタンの上着がフロックコートやブレザーへ変化したとも言われている。
また、上着と共に世界中へ広まったウーランの帽子“チャプカ”(Tschapka)が現在広く使用されている官帽（Peaked cap）の原型であるとされている。

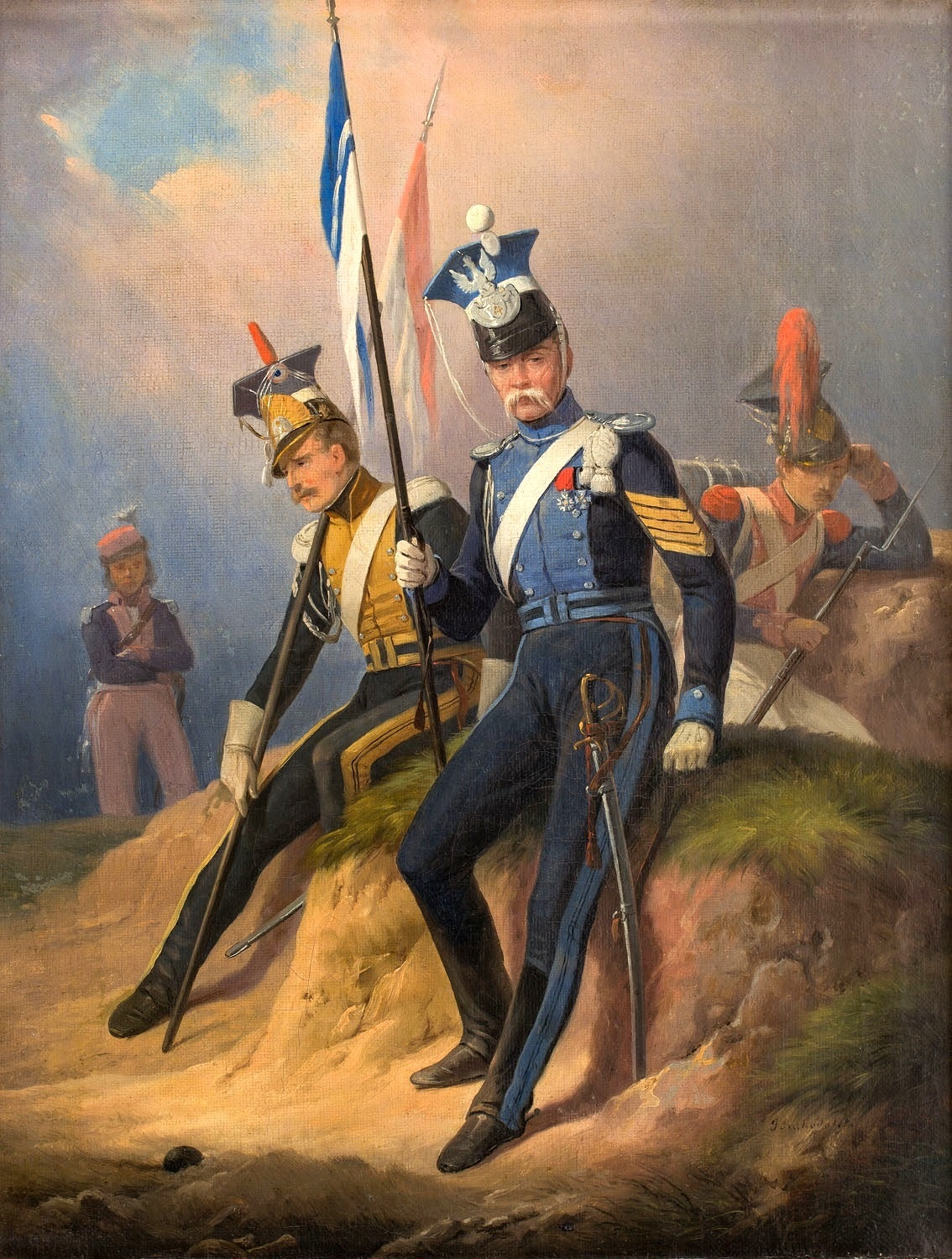
ワルシャワ公国軍のウーラン（槍騎兵）
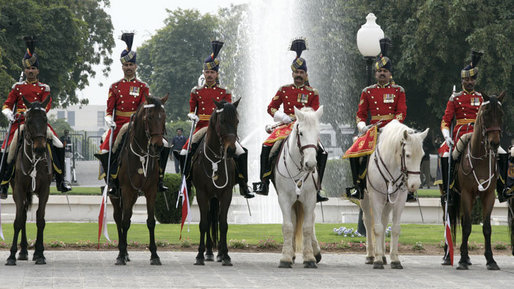
パキスタン陸軍騎馬儀仗隊
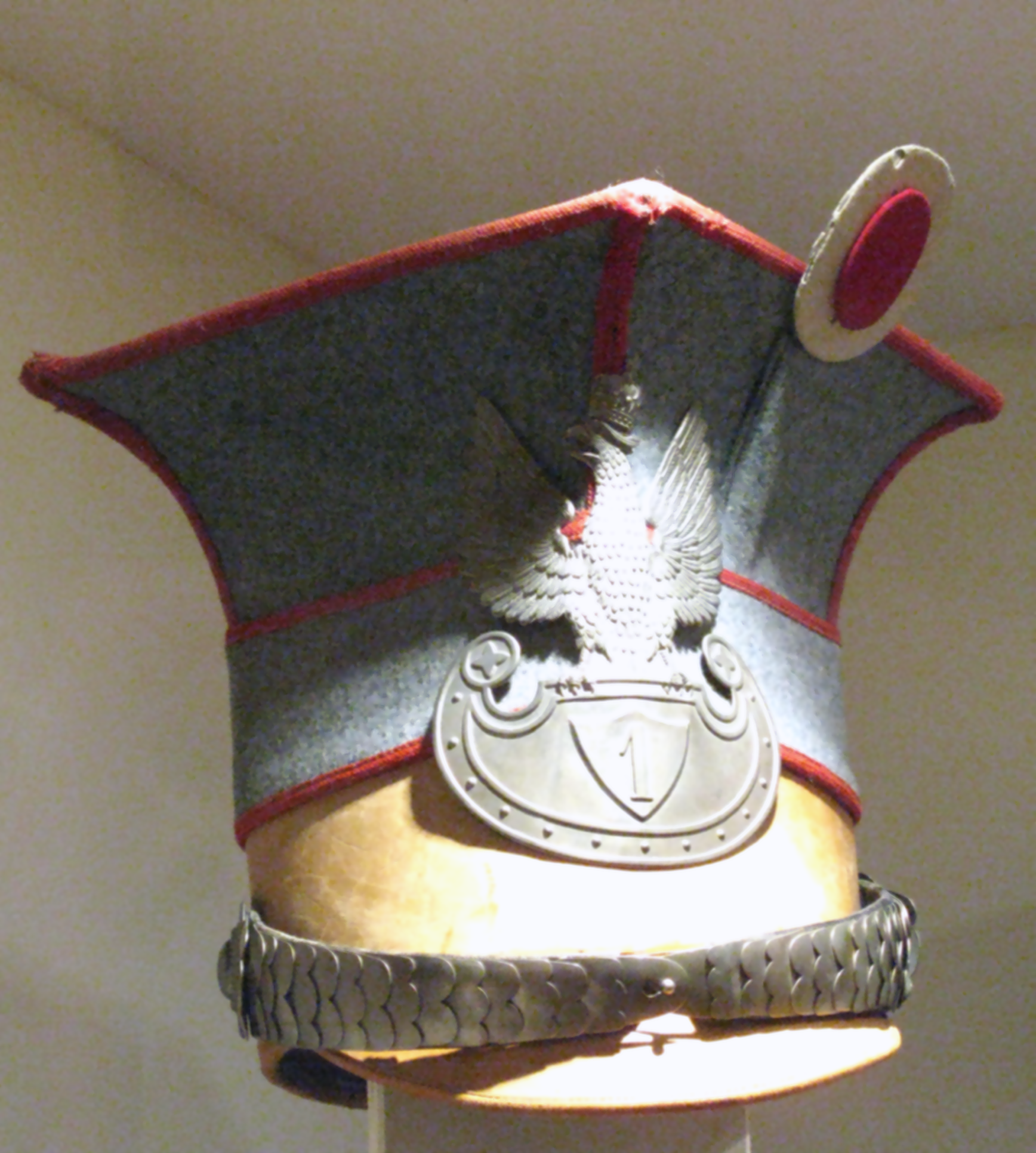
チャプカ
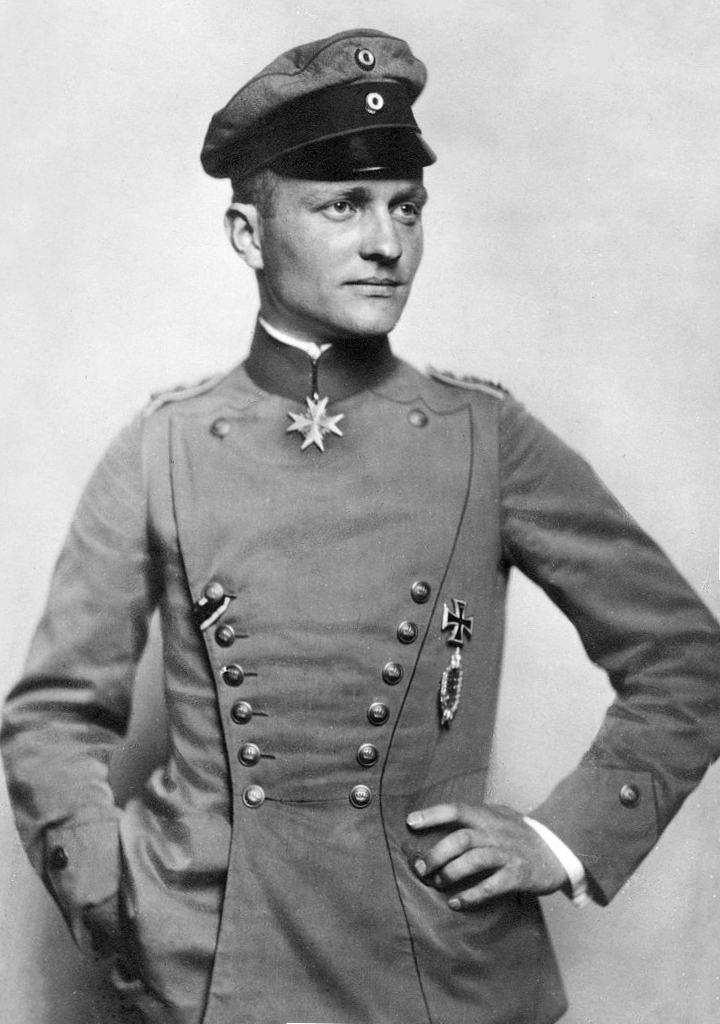
マンフレート・フォン・リヒトホーフェン大尉(航空隊へ転属後も槍騎兵将校の軍服を着用。)。帽子は官帽。
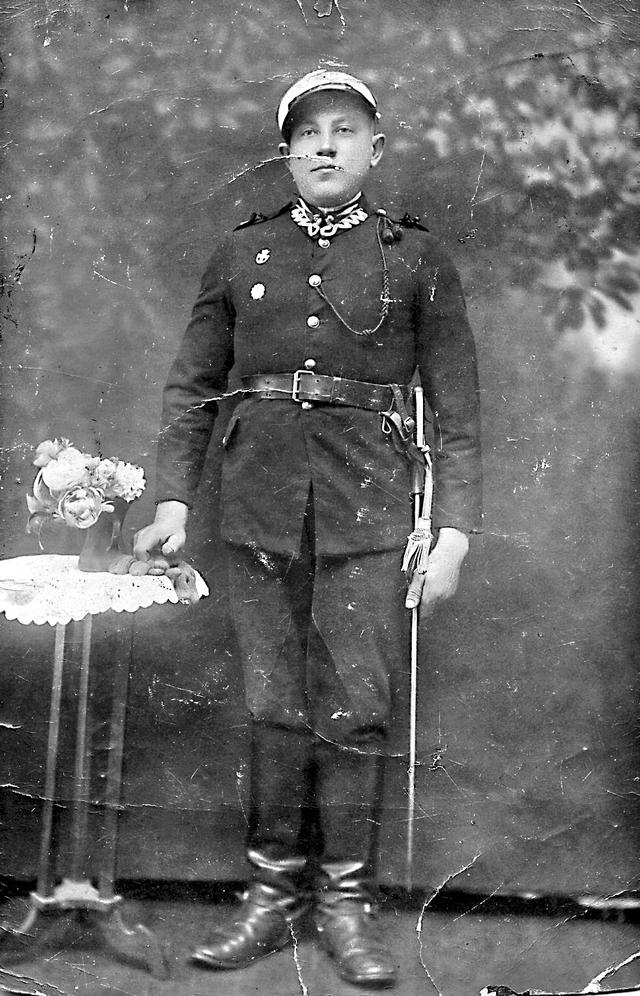
第22軽騎兵連隊に所属していたユゼフ・コワルスキーの写真（1920年ごろ）

### イギリス
イギリスはフランス革命によってフランス宮廷が無くなり、その後のナポレオン戦争に勝利したため、19世紀以降の西欧社会に於ける服装体系の整備を主導してきた。そのため、デザイン面ではドイツ風を取り入れることが多かったが、新しい種類の軍服の採用やその体系化に関してはイギリスが世界をリードしている。一方でキルトなどの民族衣装も制服に取り入れている。
かつてイギリス領であった、あるいはその実質的な支配下にあった国々の軍服にはイギリス軍の影響が強い。例：アジア州のインド、パキスタン、イラク、ヨルダン 等、アフリカ州のエジプト、リビア、ケニア、ウガンダ、南アフリカ等、アメリカ州のカナダ等、オセアニア州のオーストラリア、ニュージーランド等。
また香港は現在中国の特別行政区であるが、一国二制度がとられている関係で、同地の警察官の制服はイギリス領時代のデザインをほぼ踏襲している（帽章等のデザインに変更あり）。
イギリス発祥のキリスト教会である救世軍も、イギリス軍服を模した制服を着用している。

### オーストリア
ドイツ連邦一の大国であったオーストリアの軍服は他のドイツ諸邦に影響を与えており、現在でもその名残が見られる。
山岳部隊で用いられていたつば付きの戦闘帽（防寒用の耳あてを折り返して前部のボタンで留めているのが特徴）は、第一次大戦後にドイツ、ハンガリー、中国 で戦闘服用の略帽に影響を与えた。ハンガリーでは第二次世界大戦から現在に至るまで、山岳帽の意匠を受け継いだ制帽や野戦帽が使われ続けている。

### アメリカ
アメリカはブルゾン型戦闘服を中心に第二次大戦後の世界の軍服にもっとも強い影響を与えている国のひとつであるが、19世紀初頭にはその先進性が見られた。
フランス革命期に流行したサン・キュロットはその後ヨーロッパでは廃れ、長ズボンが一般に普及し、軍服にも採用されたのは1830年代以降である。一方、王侯貴族が存在しないアメリカには定着し、軍服のボトムスにも世界に先んじて長ズボンが使用されるようになった。
19世紀前半のヨーロッパの紳士服は細身で体型が現われるようなものが流行していたが、当時の伸縮性の無い布地で作られたズボンでは膝の屈伸が不自由となる。そのため、ズボンの素材に伸縮性のある皮やニット編みが用いられたりもした。そして、このような服はオーダーメードで仕立てなければならなかった。一方、アメリカでは1900年頃には既製服を売る店が現われていた。既製服は同じ型紙で同じ寸法の服を大量に生産するため、様々な体型の人間が着られるようにデザインする必要があった。そのような理由から、その後欧米の紳士服の流行は余裕を持たせたラインへ流れが変わって行った。
1850年に現在と同じ構造の実用的なミシンがアメリカで発明され、南北戦争時にはミシンで量産された軍服が初めて使用された。そして南北戦争の影響もあり、アメリカの既製服産業は大きく発展し、世界の最先端を行くものとなった。
第二次大戦後独立し、同時に東西冷戦下でアメリカと強い関係を持った国々には、礼服、勤務服を含めてアメリカ軍の影響が強い。例：韓国、台湾、フィリピン、旧南ベトナム（ベトナム共和国）等。日本の自衛隊の制服も、旧日本軍からのデザイン上の連続性を最小限にとどめるという配慮も手伝い、アメリカ軍の制服をモデルにしている。1991年には、陸上自衛隊の常装を旧軍のカーキ色に近い茶灰色からアメリカ陸軍と同様の緑色へ変更した。2007年には中国人民解放軍もアメリカ軍の軍服の要素を取り入れた新型軍服を採用している。また、イラン軍では革命以降もアメリカ軍の影響を受けた軍服を使用している。

### ロシア（ソ連）
ソ連軍がロシア軍から引き継いだもっとも顕著な軍服の特徴の1つである肩章は、第二次大戦後の社会主義陣営の国々の多くに影響を与えた。例：モンゴル、北朝鮮、中国（1955〜65年、1988年〜）、ルーマニア、アルバニア（1945〜66年）、キューバ、南イエメン等。
一方、東ドイツ、ポーランド、チェコスロヴァキア、ハンガリーでは戦前との連続性の強い階級章が導入された。またブルガリアはソ連式の階級章を導入したが、先述の戦前のブルガリア軍自体にロシア軍の影響が強かったので（戦中はこれとドイツ軍の折衷とも言うべきデザインであった）、その意味では伝統の踏襲とも取れる。また独力で内発的に抵抗戦争と革命を達成したとの自負の強い国々では、ソ連式の階級章と別の独自のパターンが併用されたり、後者にとって代わられたりした。例：ユーゴスラビア、アルバニア、中国、ベトナム、キューバ等（うちアルバニアと中国では1960~80年代に階級制度と階級章自体が廃止）。
1991年にソビエト連邦が解体して後のロシア軍の軍服は、ソ連軍の軍服から「ソ連」「共産主義」につながる意匠（赤い星等）を排除する一方、1943年に復活した「ロシア軍」の要素と第二次大戦後に新しく加えられた要素（開襟ネクタイ式の上着や迷彩服等）をほぼそのまま踏襲したものになっている。ソ連解体後に新たに加わった要素としては、従来の楕円形の帽章の上に付く「双頭の鷲」（東ローマ帝国の後継者と自任するロシアの象徴）の帽章などがあげられる。
ロシア以外のソ連諸国の軍服のうち、ウクライナ、ベラルーシ、カザフスタン、キルギスタン、トルクメニスタン、ウズベキスタン、タジキスタン等の国々ではソ連との連続性（ロシア軍との共通性）が強い。他方、ソ連への併合に対する反感が根強かったバルト三国（リトアニア、ラトビア、エストニア）等では独自色の強い軍服が採用されている。
ソ連諸国ではないがソ連の影響の強かったモンゴルでは従来のソ連軍式の軍装から米軍式の軍装に近いものへと変わった。
北朝鮮では朝鮮戦争期はほぼソ連軍そのままの肩章式の軍装であったが1950年代以降、中国の影響を受け襟章式の折り襟の服がメインとなり肩章は開襟式のパレード服などで主に用いられる。
その他、ロシア（ソ連）軍から各国の軍服に広まった軍服の要素としては、ヘッドホンを内蔵し緩衝パッドをつけた戦車帽、水兵や特殊部隊兵士が着用する、白地に青の横縞のシャツ等がある。

#### 共産主義国の軍服の特徴
ソ連軍が原型を作った「共産主義の軍隊」の軍装に比較的共通性して見られる特徴は、次のようなものである。ソ連軍のものはドイツの影響も強いので、ドイツ型軍服の派生の一種とも評価できるが、特有の点もある。
- 軍服全体の仕立てと着用のパターンは、立襟もしくは折り襟に5個のボタンの上着（上に負い革付き帯革を締める）、乗馬ズボン、長靴を履くというのが最も一般的。
  - ただし海軍や空軍、陸軍でも勤務服や礼服には開襟ネクタイ式の上着が取り入れられる傾向があり、時代が下るにつれてこの傾向は強まる。
  - また編み上げ式の短靴に比べ長靴は、高価である事、踝のテーピング効果が薄い、脱着に時間が掛かり、かつ脱げ易いなどの理由から、作業（戦闘）用の装備品としては採用されない傾向がある（東ドイツ軍等例外はある）。また気候条件の合わないベトナムやキューバでは当初から採用されなかったようである。
- 統合軍的色彩が強いため、海軍や空軍も陸軍に似た軍服が採用されることが多い。
- 生地の色はカーキー色、襟章や肩章、制帽の鉢巻（腰、胴部ともいう）等に用いられる色は、陸軍は赤、海軍は黒または紺、空軍は空色、治安組織・国境警備隊は緑が多く用いられる。
- 帽章には、革命と共産主義を象徴する赤または金色の星、農業または農民を象徴する鎌あるいは麦や稲の穂、工業または労働者を象徴するハンマーあるいは歯車といった意匠が用いされる場合が多い。
  - ただポーランドでは伝統的な国の象徴である鷲の意匠が用いられたし、キューバでは、19世紀のスペインからの独立運動の20世紀における到達がキューバ革命であるという解釈から、正式国名（「キューバ共和国」）、国旗、国歌とともに帽章（国章）も革命前と同じものが用いられている。
- これらのパターンが、中国、ベトナム、ユーゴスラビア、アルバニア等、独力で内発的に抵抗戦争と革命を達成したとの自負の強い国々（これらの国々の多くはその後、内外政策においてソ連と距離を置くかまたは対立するに至った）の軍服に、より典型的に取り入れられたのは興味深い。

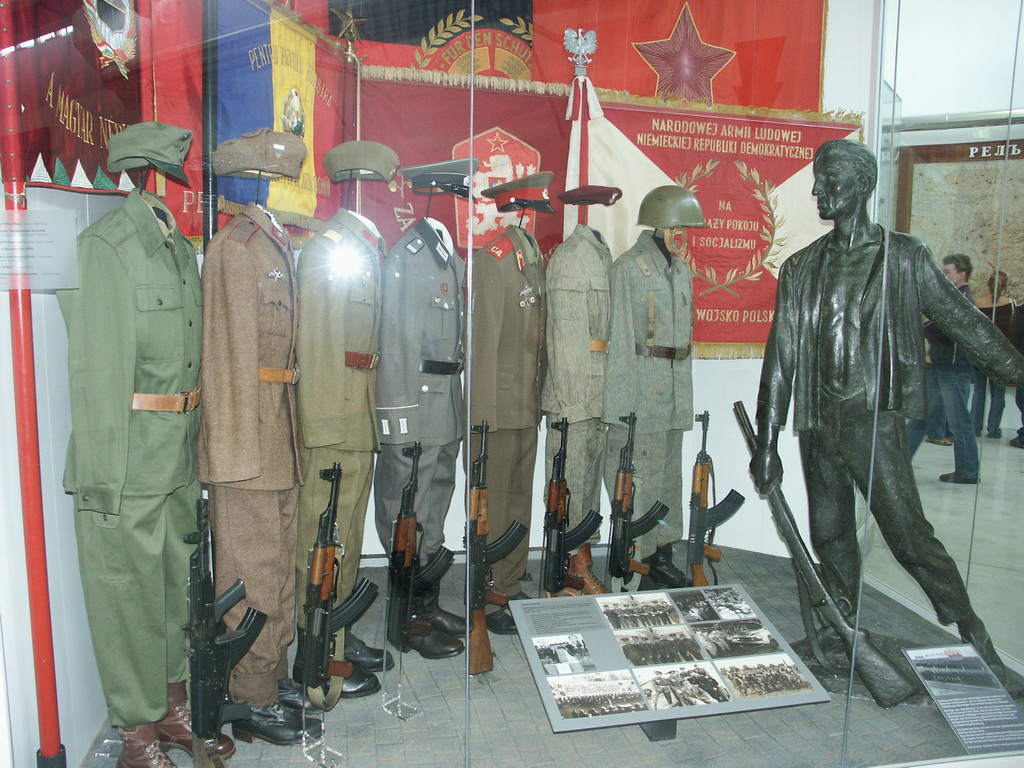
ドレスデンの博物館に展示されている旧ワルシャワ条約機構諸国の軍服
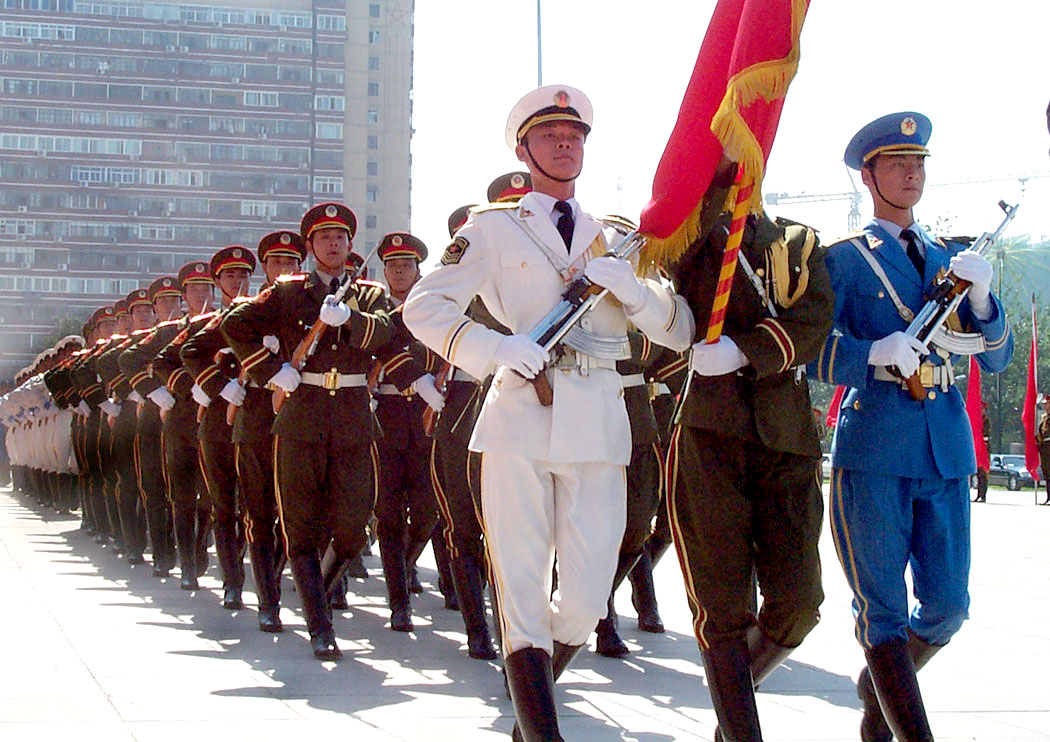
中国人民解放軍儀仗兵の制服(最前列右から左へ、空軍、陸軍、海軍)
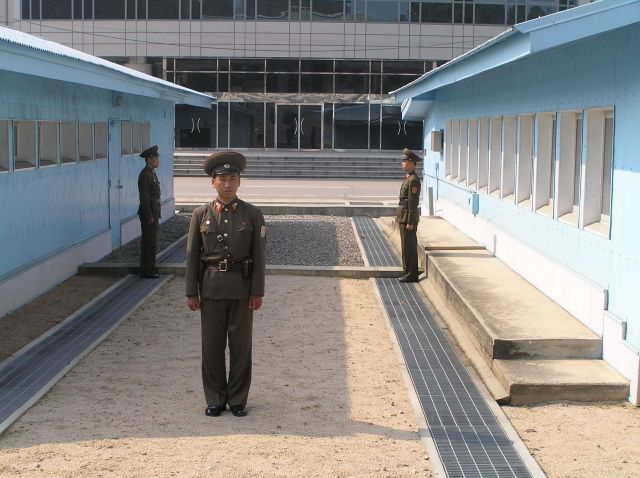
朝鮮人民軍地上軍の制服
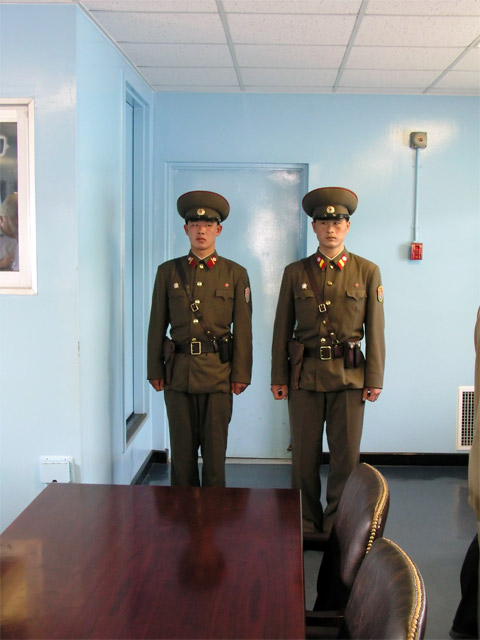
朝鮮人民軍地上軍の制服
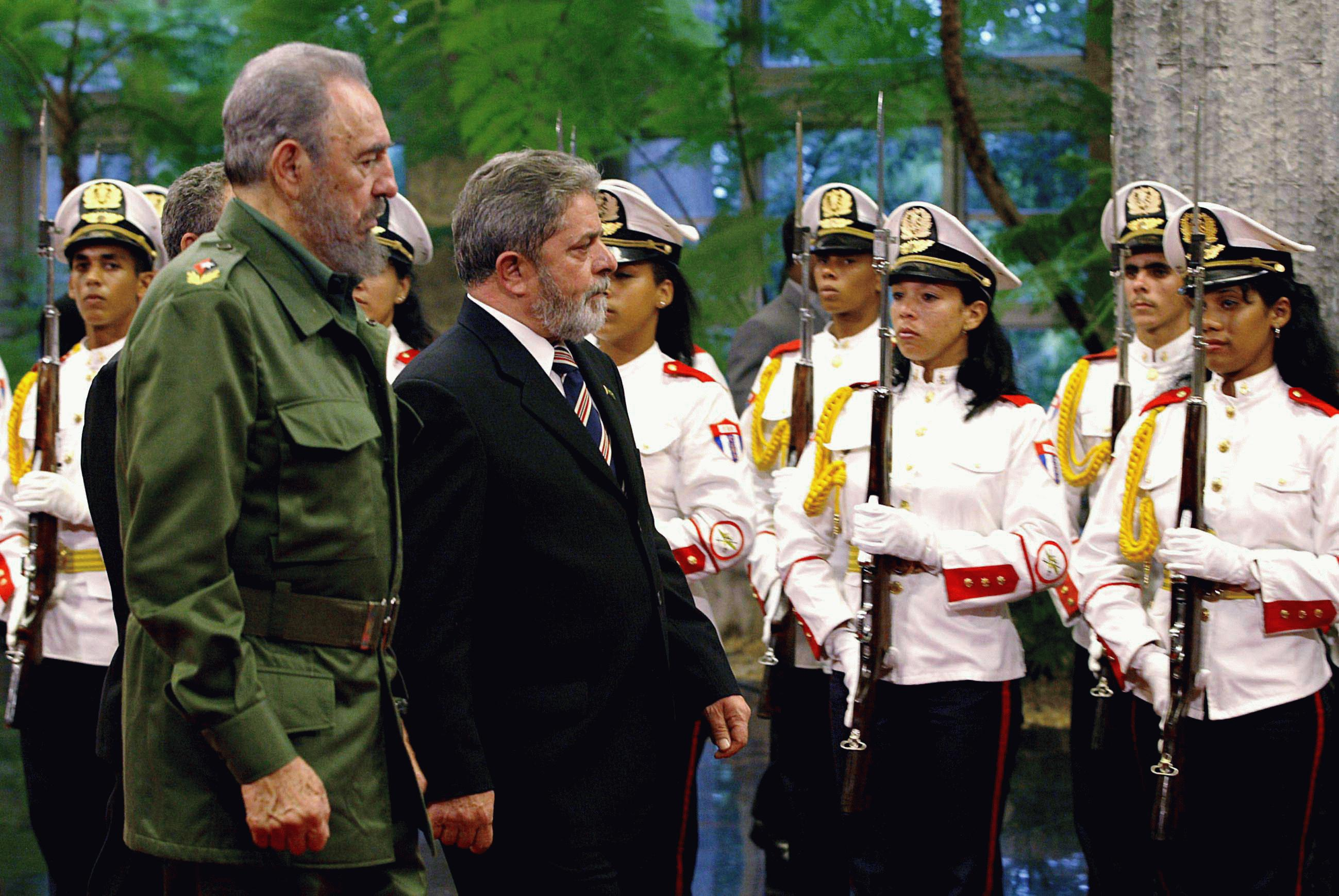
キューバを訪問したブラジル大統領とキューバ軍儀仗兵を閲兵するフィデル・カストロ

### ポルトガル
マカオは現在中国の特別行政区であるが、一国二制度がとられている関係で、同地の警察官の制服はポルトガル領時代のデザインをほぼ踏襲している（帽章等のデザインに変更あり）。

### 日本
日本陸軍の制服は当初フランス軍の影響が強かったが、後にドイツ軍の軍装の影響が強くなる。もっとも、日本の国際的地位が向上するにつれて独自の部分が強くなる。また、日本海軍はイギリス海軍の影響が強かった。しかし、紺色長立襟ホック留ジャケットはイギリス海軍ではなく、フランスの影響である。
これらの日本軍の軍装の影響は、日本から政治的・軍事的援助等を受けた辛亥革命後の各種軍閥、満州国軍や中華民国維新政府その他に比較的顕著に見られる。
中国人民解放軍では1955年から65年にかけて、ベトナム人民軍では1950年代〜70年代後半にかけて（ほぼ南北統一以前の「ベトナム民主共和国」の時期に相当）、肩章と併用して襟章によって階級が表されたが（主として立折襟の勤務服と開襟の戦闘服に使用）、そのパターンは旧日本陸軍の「九八式軍装」の襟章に近いものがある 。これらの例が実際に日本軍を参考にしたものか、偶然の類似なのかは不明である。しかし、旧日本軍の中国大陸からの撤退に伴う大量の余剰武器や装備を創設間もない中国人民解放軍が運用した影響を指摘する説もある。いずれにせよ第二次大戦中「抗日戦争」を戦った軍隊の軍服に、かつての仇敵に近いデザインが取り入れられたのは興味深い。

## その他

### 戦闘服装
近代陸軍においては保護色・迷彩服が多用される。戦闘用には緑や茶色のほかに迷彩色があり、これは森林などの戦闘で敵から見えにくくするという効果がある。迷彩柄は各国軍が主に活動する場所の特徴により変化するため、多種多様である。なお、アメリカ陸軍では2005年4月から全地域型迷彩であるACU迷彩の配備を開始した。

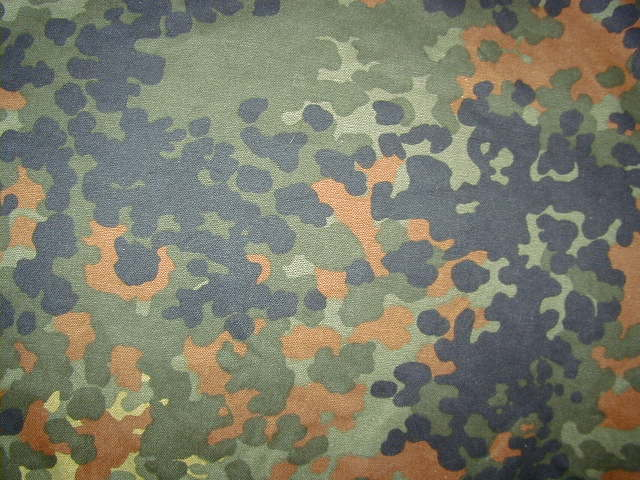
迷彩の例。ドイツ連邦軍が採用した斑点迷彩（フレックタルン）

- 光学迷彩
- パワードスーツ
- ボディアーマー
- 戦闘装着セット
  - 迷彩服2型（戦闘服）
  - 戦闘防弾チョッキ
  - 88式鉄帽
  - 空挺迷彩服2型
  - 戦闘雨具
- OD戦闘服
- 66式鉄帽

### 社会に与えた影響
軍服は警察官等の制服に与える影響も大きく（特に一時代前の軍服を参考にされることが多かったという）、英国警察官のカストディアンヘルメットや、第二次世界大戦前の日本警察官の立襟・肩章の制服にその名残が見られる。また、軍服はその機能性、装飾性から社会に与える影響も大きく、軍服に由来するものとされる衣服も多い。
アタッシェケース
大使館付駐在武官他、外交官達が使用していた鞄に由来する。詳細は鞄の項を参照。
軍手・軍足
軍で使用された作業用手袋及び靴下。
国民服
陸軍の軍服のデザインを流用。
学ラン
帝國海軍の士官服と同様に、軍服を流用したフランスの学生服が由来。
セーラー服
英国海軍の水兵服に由来。男児を含む子供向けの服装として定着し、日本においては女子学生服の定番となっている。
ピーコート
英国海軍の水兵服に由来。日本においては男女問わず学生服の上に着る外套として広く使用されている。
ダッフルコート
漁師服に由来するが、英国海軍の制服として用いられて以降普及する。
トレンチコート
第1次世界大戦中に塹壕における外套（オーバーコート）として使用された。
ベルト
古くはズボンはサスペンダーで吊られており、ベルトは携行装備を吊るす役割を担っていたが、サスペンダーにとって代ってベルトがズボンを吊るす役割を担うようになった。現在ではズボンを吊るすのはギャリソンベルト・パンツベルト、装備品の着装をするのはサム・ブラウン・ベルト（開発者のサム・ブラウンに因む）・ガンベルト（弾帯）と区別されている。
ミリタリー系服装
迷彩柄シャツ・カーゴパンツ・軍用ジャンパーなどを好んで着用する若者もいる。レプリカではない軍放出の真正品にはプレミアムが付くこともある。なお、特にヨーロッパ諸国では、迷彩戦闘服を所持して入国しようとすると、傭兵の疑いをかけられて拘留される恐れがあるので注意。また、紛争国及び地域では、戦闘員（民兵）や犯罪者とみなされる危険性がある。韓国では、近年まで一般人の着用を法律で禁止していた。
ジーンズ
ジーンズも国・地域によっては、軍服として用いられた経緯がある。また、利便性や耐久性から現在でも簡易の戦闘服としてゲリラや民兵が用いる事が多く、上記のミリタリー系服装同様、紛争国では忌避すべき服装となっている。
リュックサック・ランドセル
軍用の背嚢を学童用の鞄とした。両手が自由になるので転倒しやすい学童の安全確保に役立つほか、重量が両肩に分散されるので学童の体力に比して重い教科書等の負担を減らすことができる。
Tシャツ
軍用肌着。